# Équipement de la British Army
L’équipement de la British Army regroupe les armes légères, les chars d'assaut, les avions, bateaux, l'artillerie et les véhicules de transport utilisés par l'armée de terre britannique.
Pour correspondre aux circonstances, l'équipement de l'armée doit être constamment adapté et modifié.

## Armes légères

### Pistolets
- Sig-Sauer P226 (L105A1, L105A2 et L106A1)
- Glock 17, 25 000 armes pour l'ensemble des forces armées remplaçant le Browning GP à partir de 2013[1]

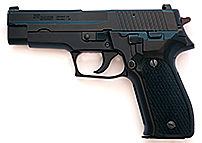
Sig-Sauer P226
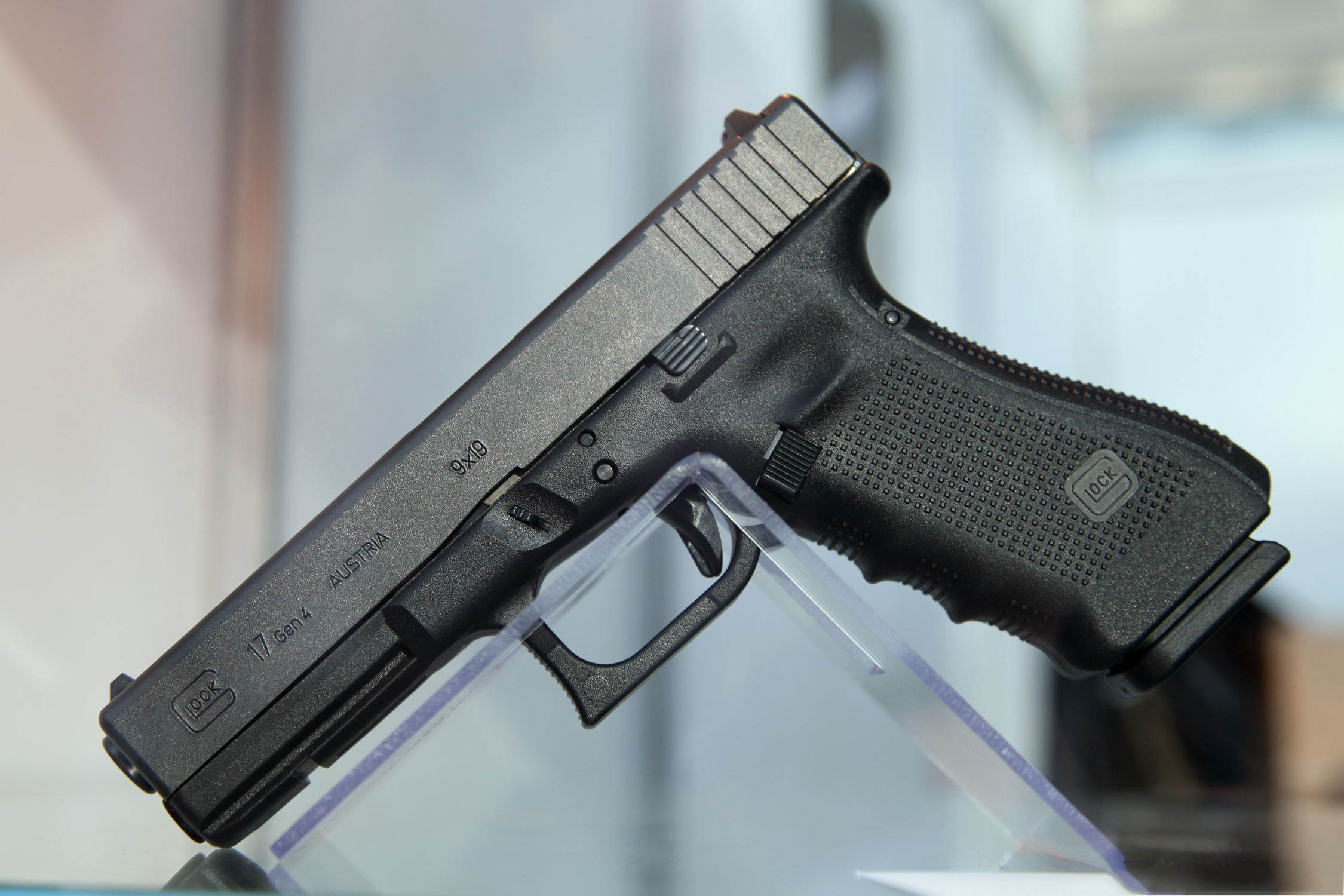
Glock 17

### Fusils

#### Fusils d'assaut
- L85 (L85A2)
- L119A1 (Colt Canada C8)
- L129A1 (LMT LM308MWS)
- Heckler & Koch 417

#### Fusils de précision
- Accuracy International Arctic Warfare Police (AWP)
- Accuracy International Arctic Warfare Magnum (AWM)
- Barrett M82

#### Fusils de combat
- L128A1(Benelli M4 Super 90)
- L74A1(Remington 870)

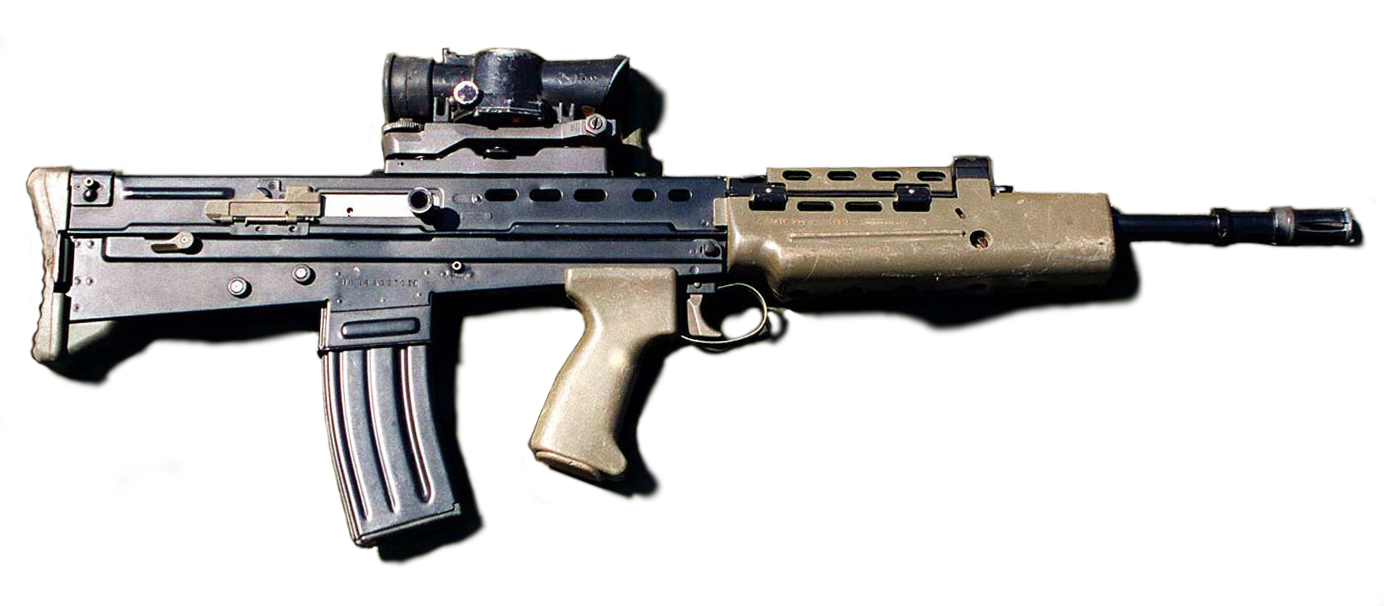
L85
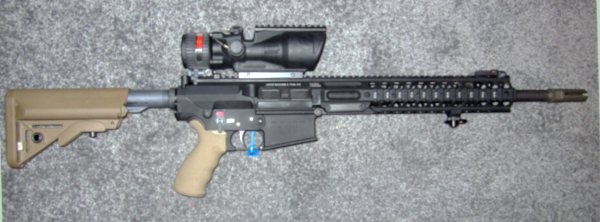
L129A1
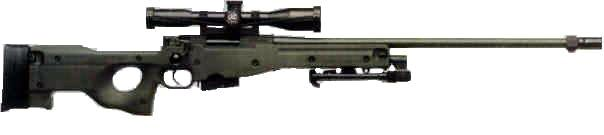
Accuracy International AWP
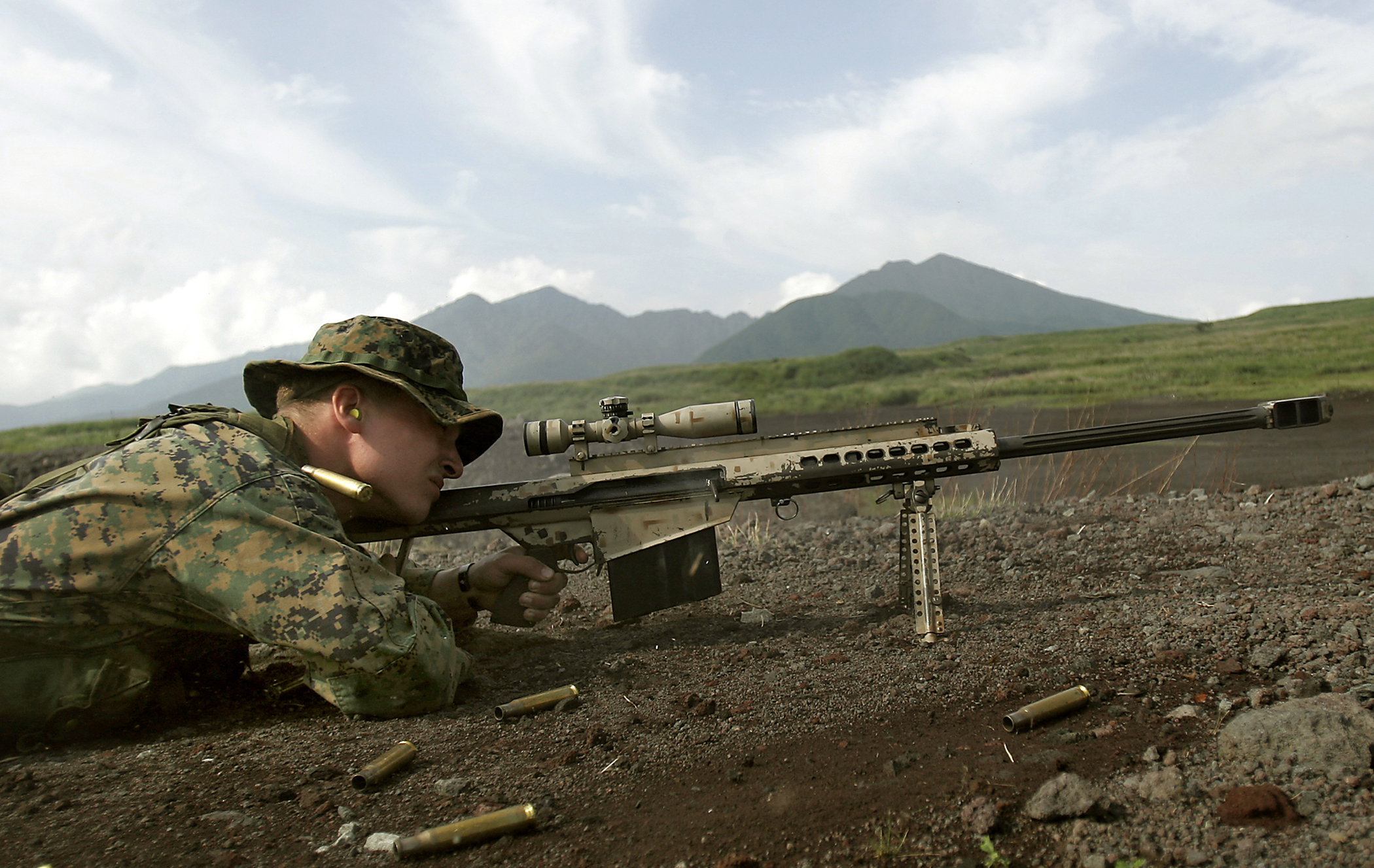
Barrett M82
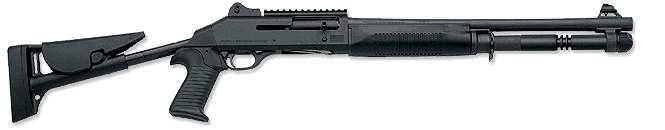
L128A1

#### Anciens fusils
- Brown Bess (1722-1838)
  - Long Land Pattern (1722-1802)
  - Short Land Pattern (1777-1802)
  - New Land Pattern Musket (1802-1842)
- Baker rifle (en) (1800-1835)
- Pattern 1836 Brunswick rifle (en) (1836-1851)
- Fusil Minié Pattern 1851 (1851-1855)
- Enfield (1855-1864)
  - Pattern 1853 (1855-1860)
  - Pattern 1860 (1860-1864)
- Snider-Enfield (1864-1871)
- Martini-Henry (1871-1888)
  - Enfield-Martini (1884-1888)
- Lee-Metford (1888-1895)
- Lee-Enfield (1895-1956)
  - SMLE (1903-1956)
- L1A1 SLR (1957-1985)
- L85 (1985-aujourd'hui)

### Mitrailleuses
- L110(FN Minimi)
- L7A2 (FN MAG)
- Browning M2
- Heckler & Koch GMG

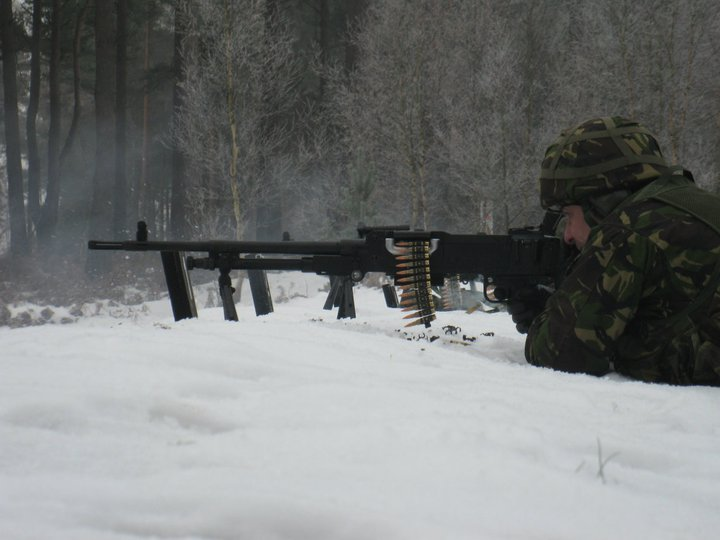
L7A2
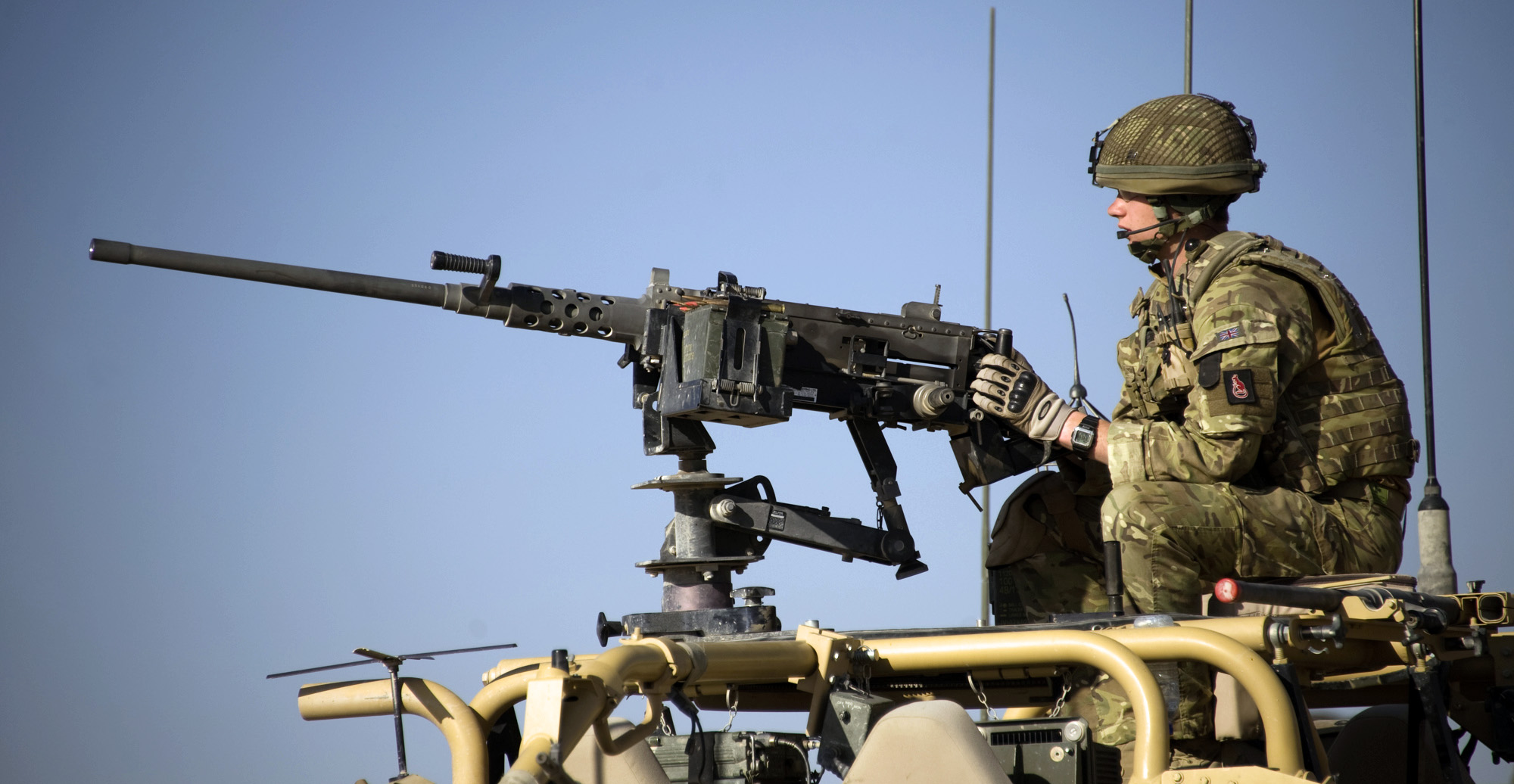
Browning M2
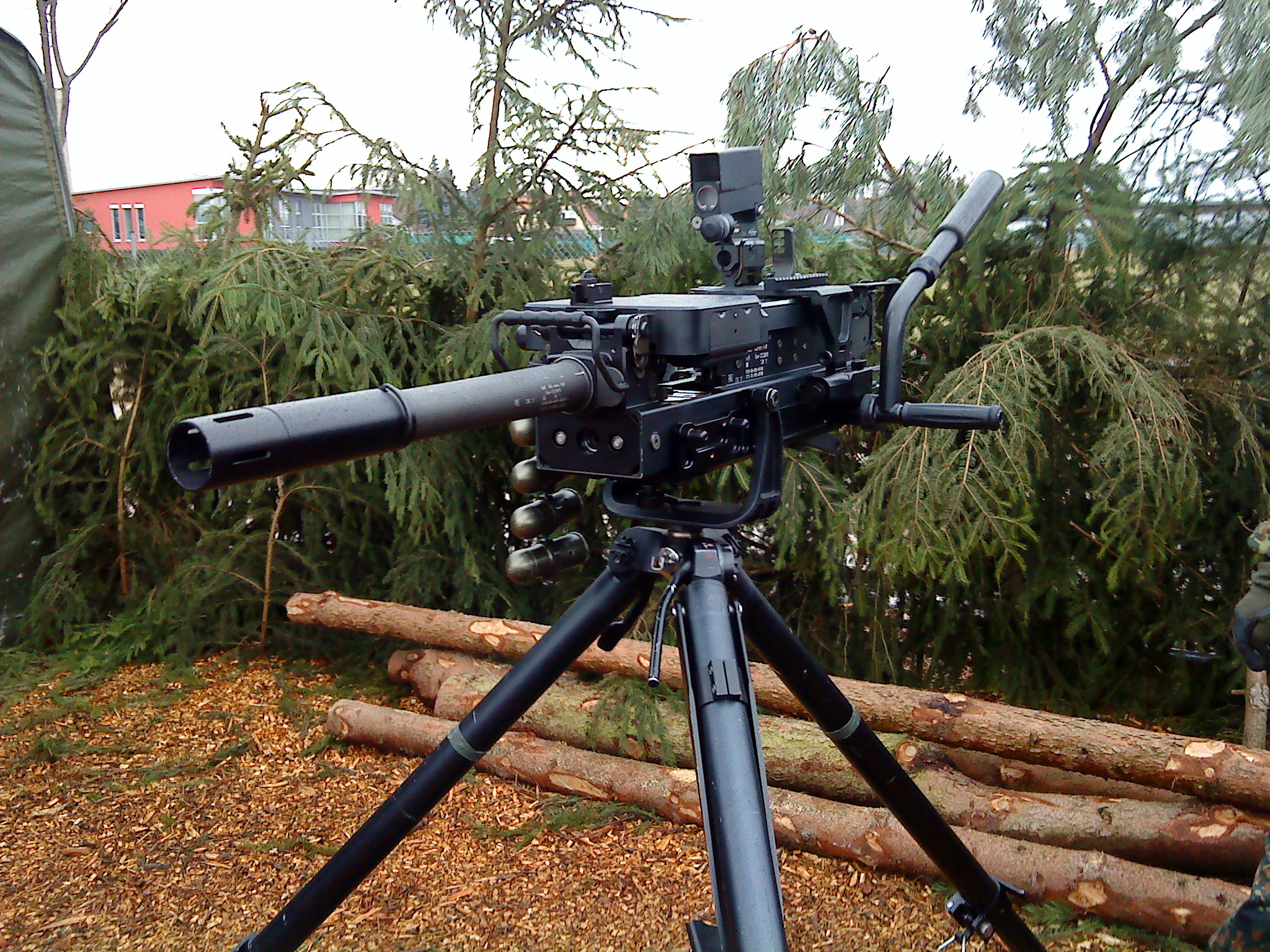
Heckler & Koch GMG

## Armes lourdes

### Mortiers
- L9A1 51 mm Light Mortar (en)
- Hirtenberger M6-895
- L16 81 mm mortar

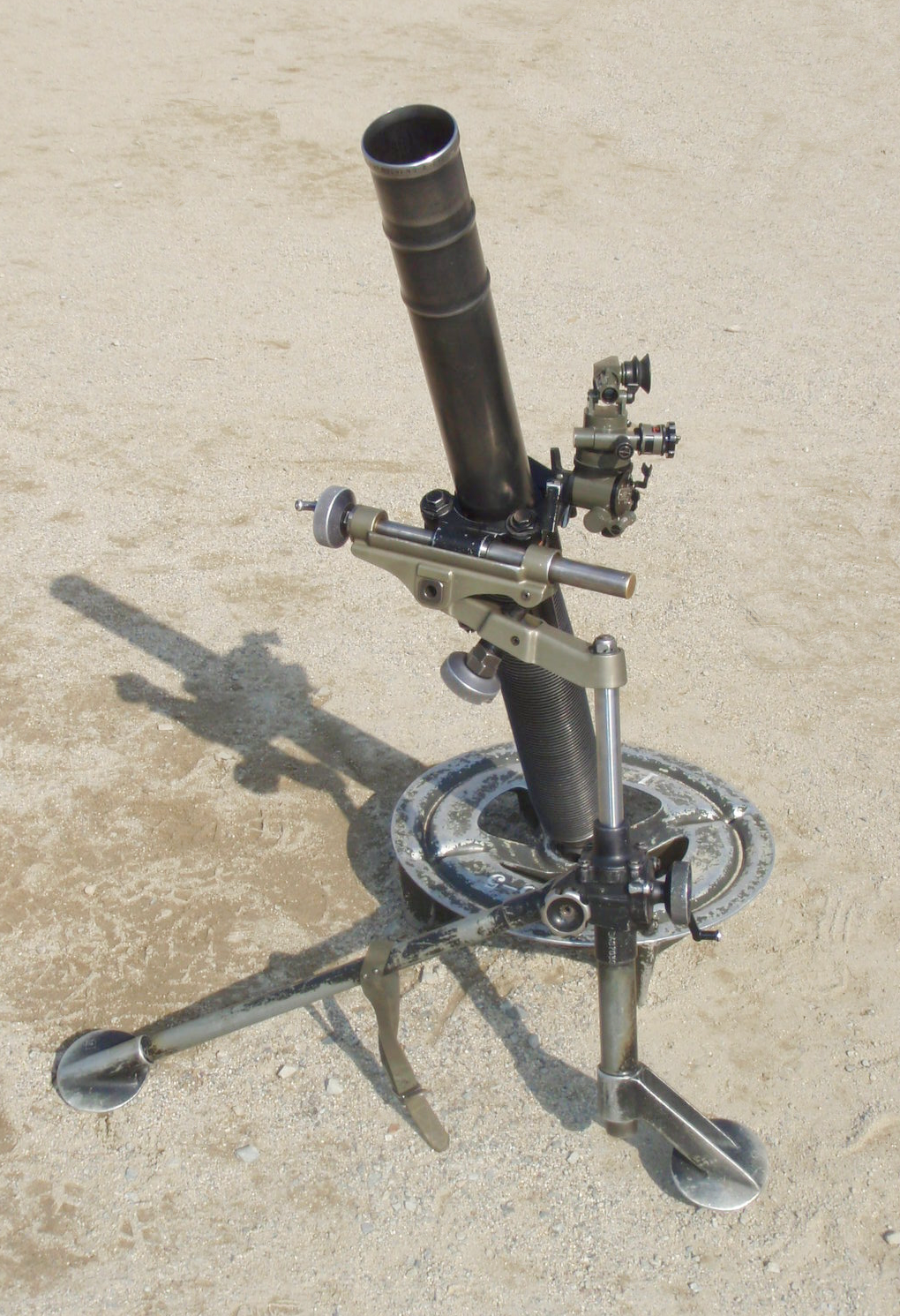
Mortier L16 de 81 mm

### Missiles antichar

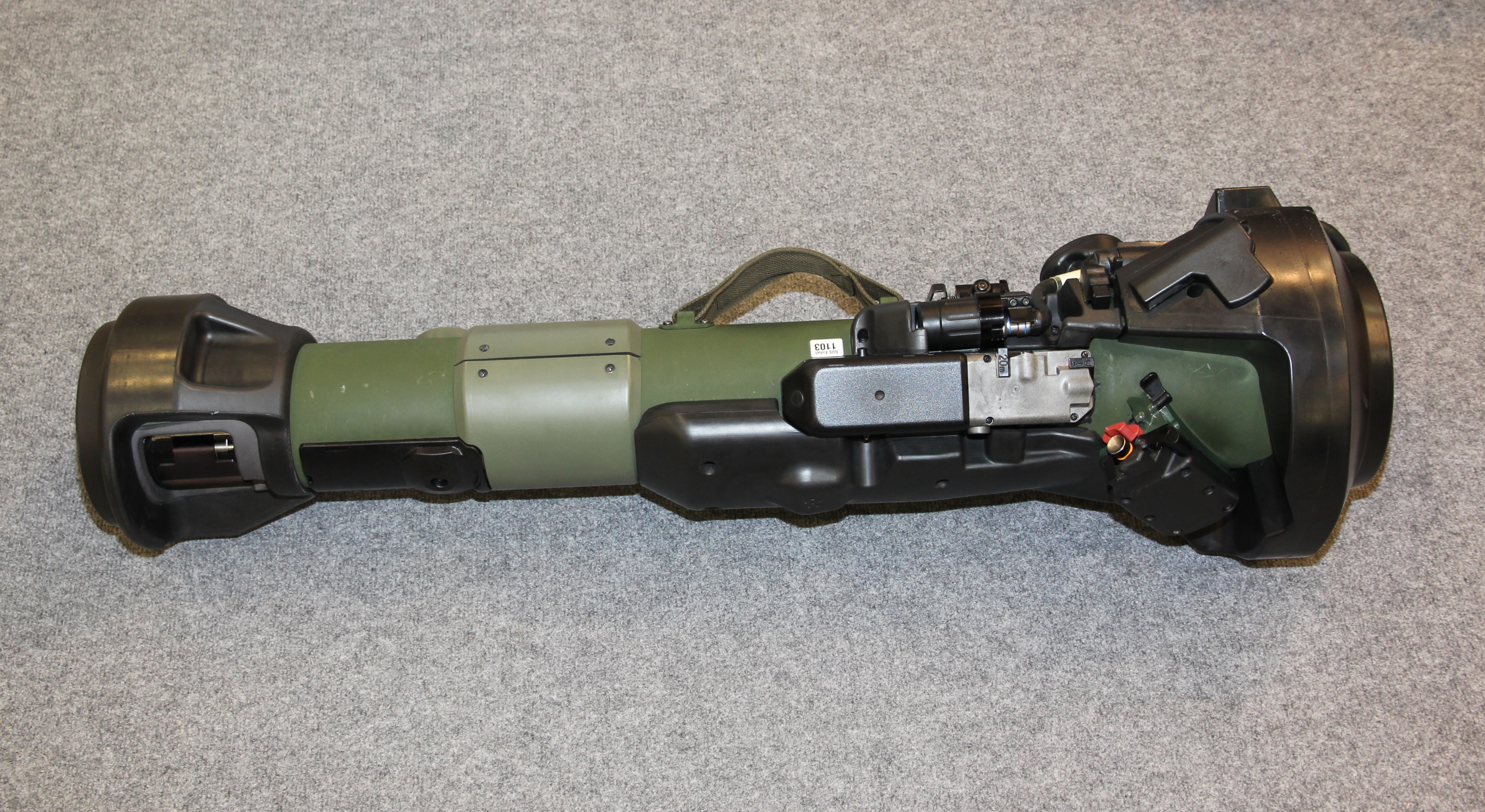
NLAW
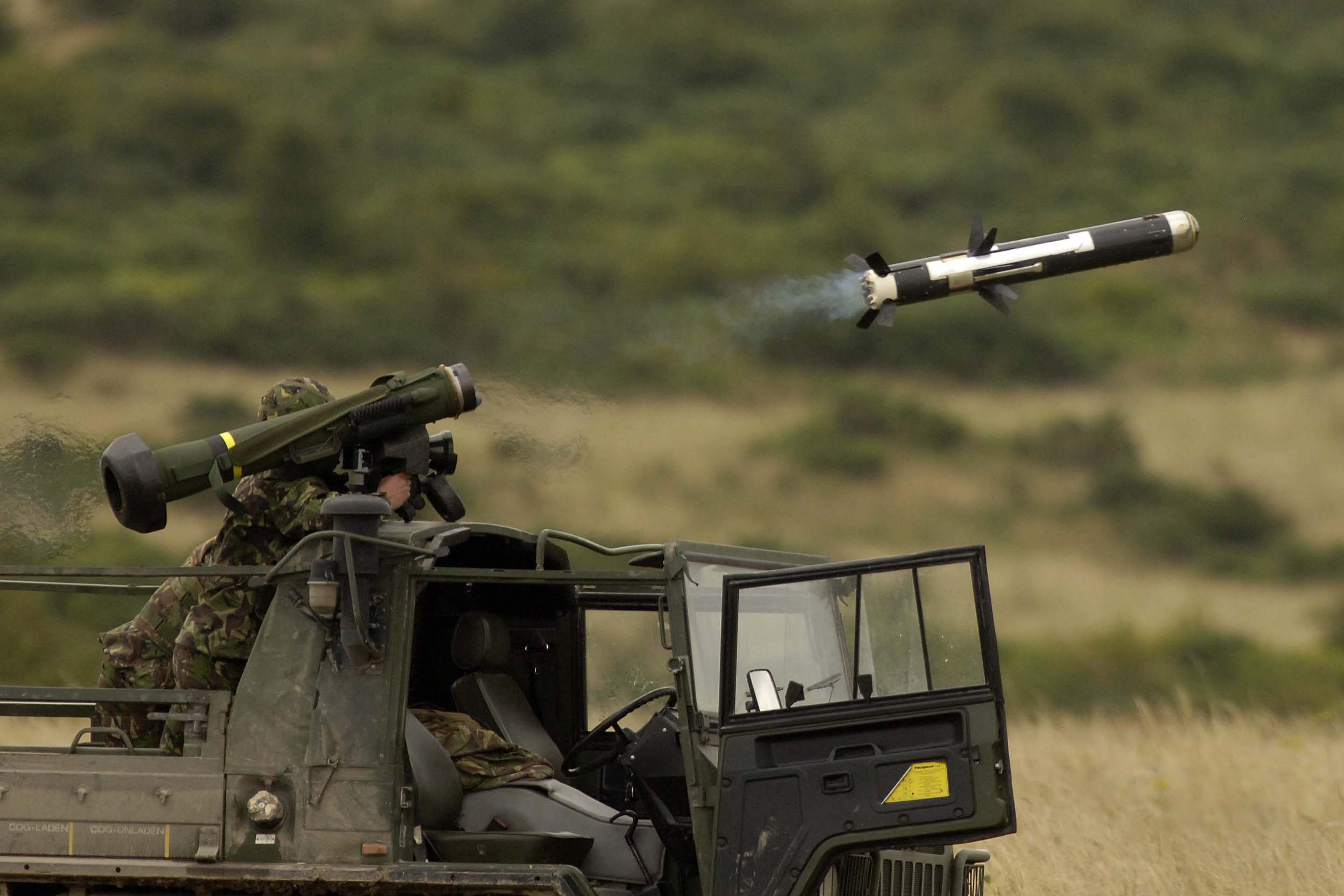
FGM-148 Javelin

- NLAW
- FGM-148 Javelin

### Armes anti-chars

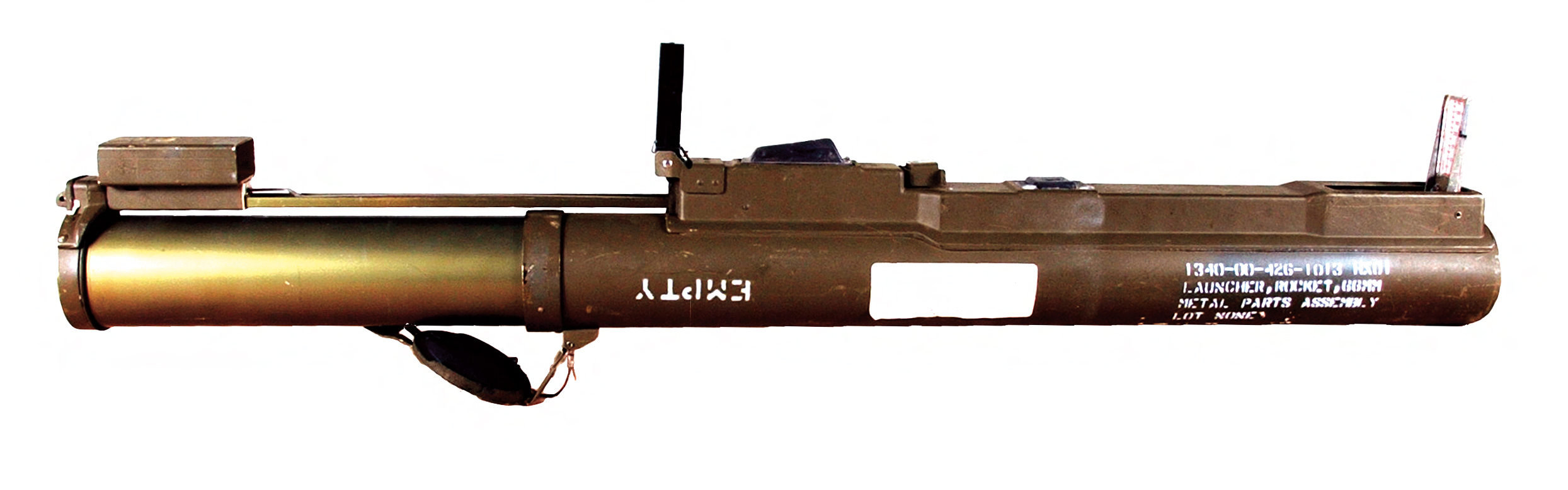
M72 LAW
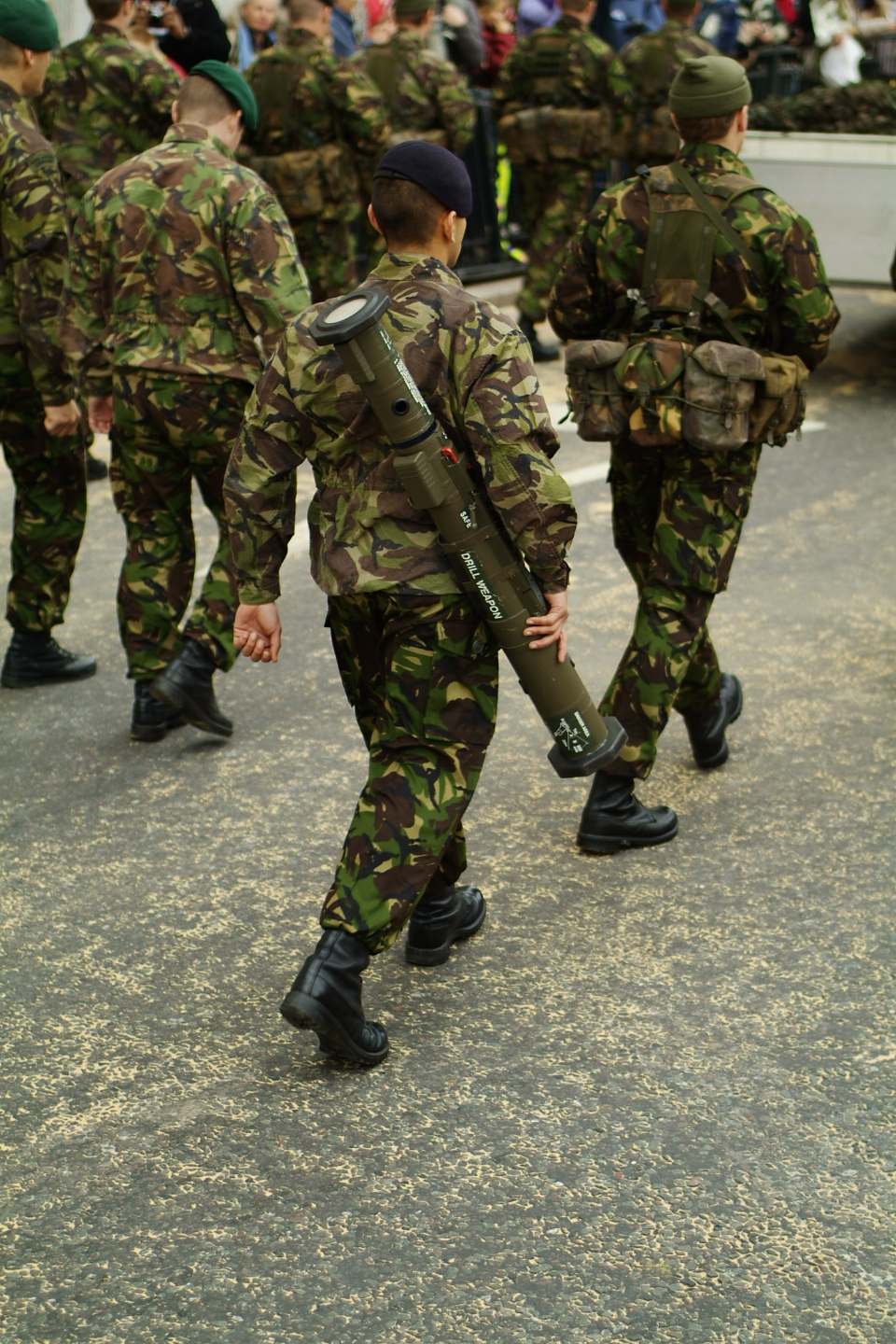
ILAW(AT4)
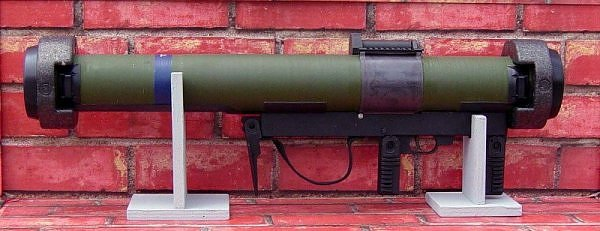
L2A1

- M72 LAW
- AT4 désigné ILAW au Royaume-Uni
- MARADOR désigné L2A1 au Royaume-Uni

### Artillerieet défense aérienne
- M270 Multiple Launch Rocket System
- AS-90, depuis 1993
- L118 Light Gun
- Rapier, de 1971 à 2022[2].
- Starstreak, depuis 1997
- Common Anti-Air Modular Missile (Sky Sabre), depuis 2021

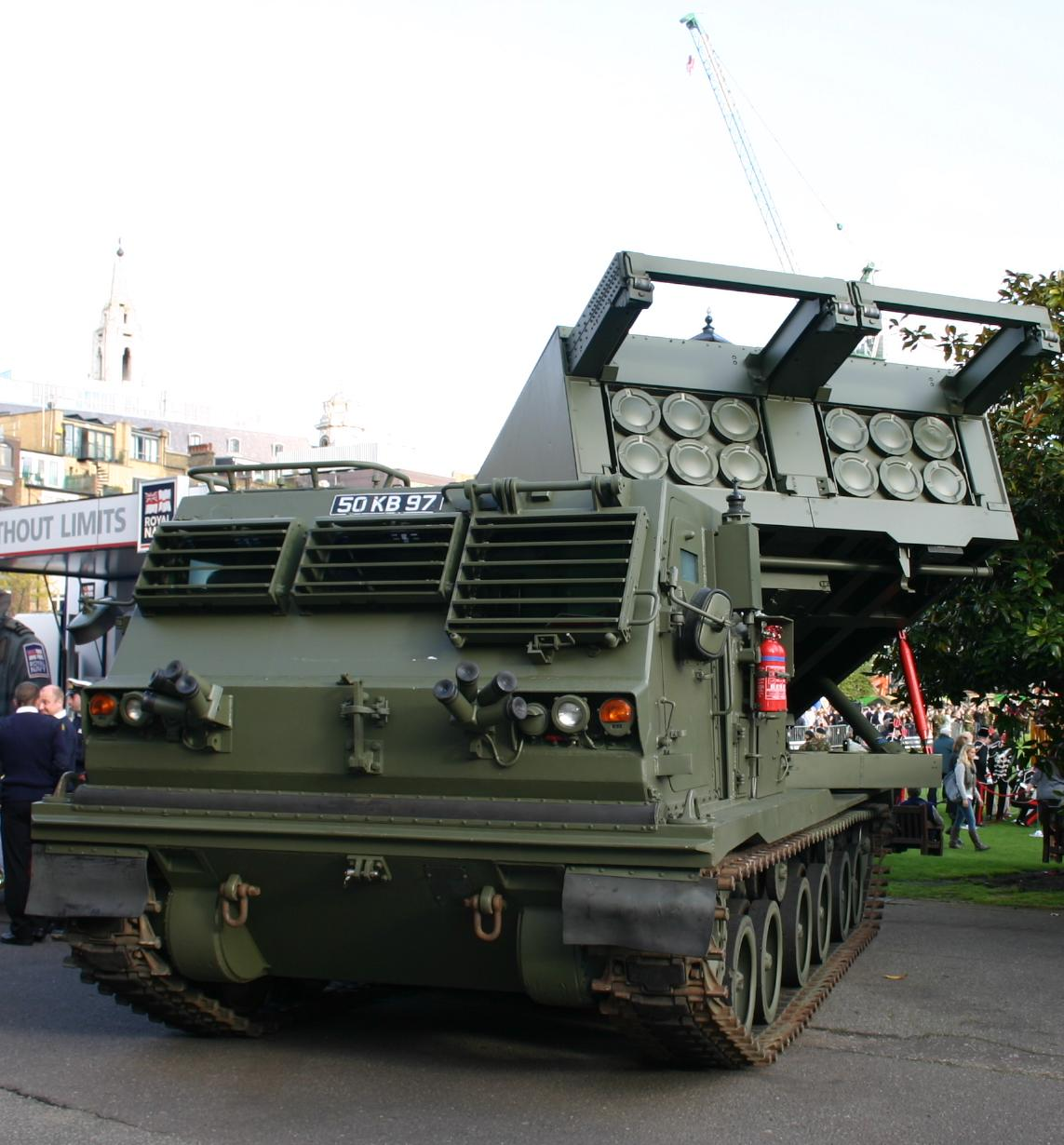
M270 MLRS
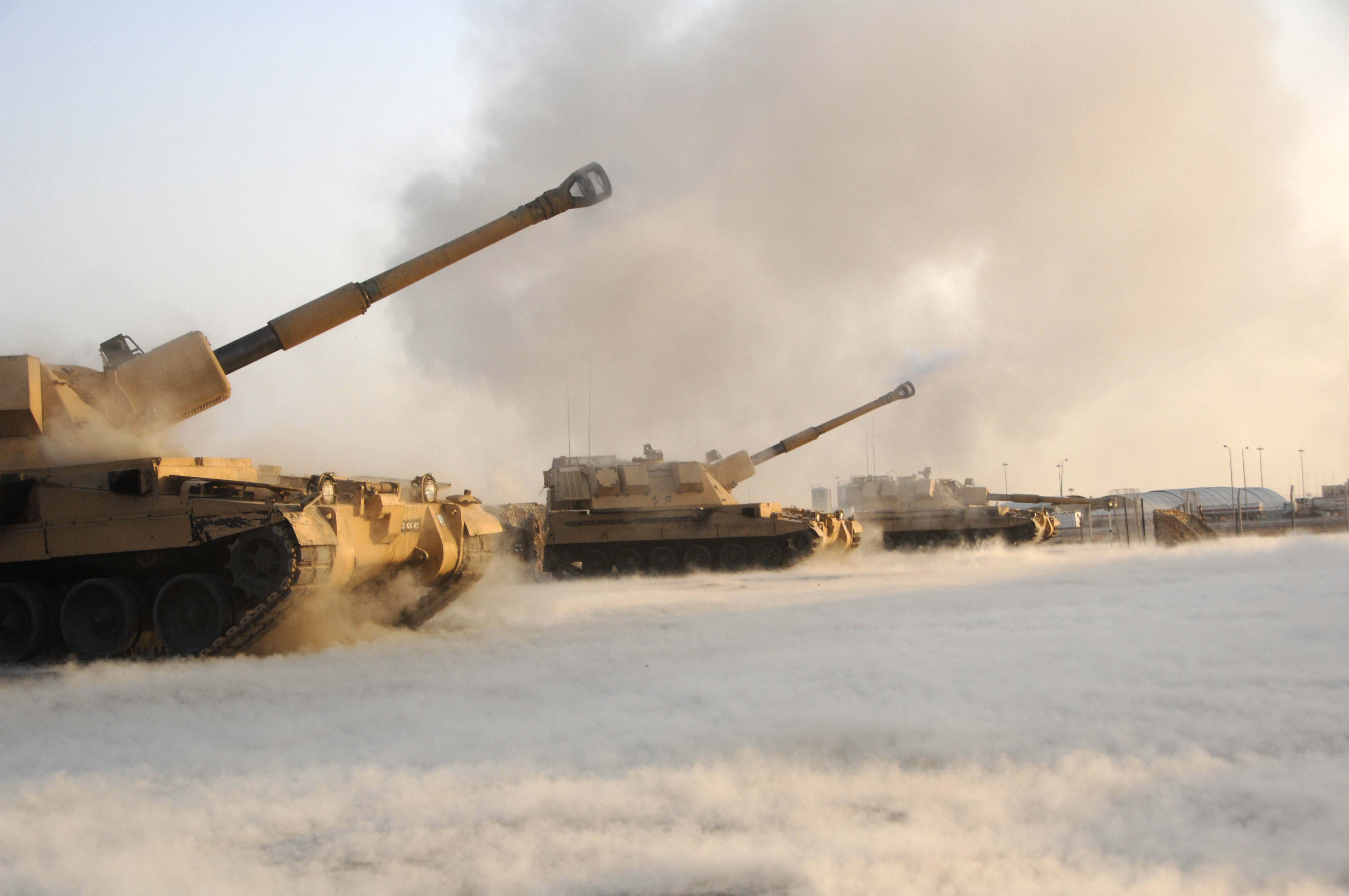
Automoteur AS-90
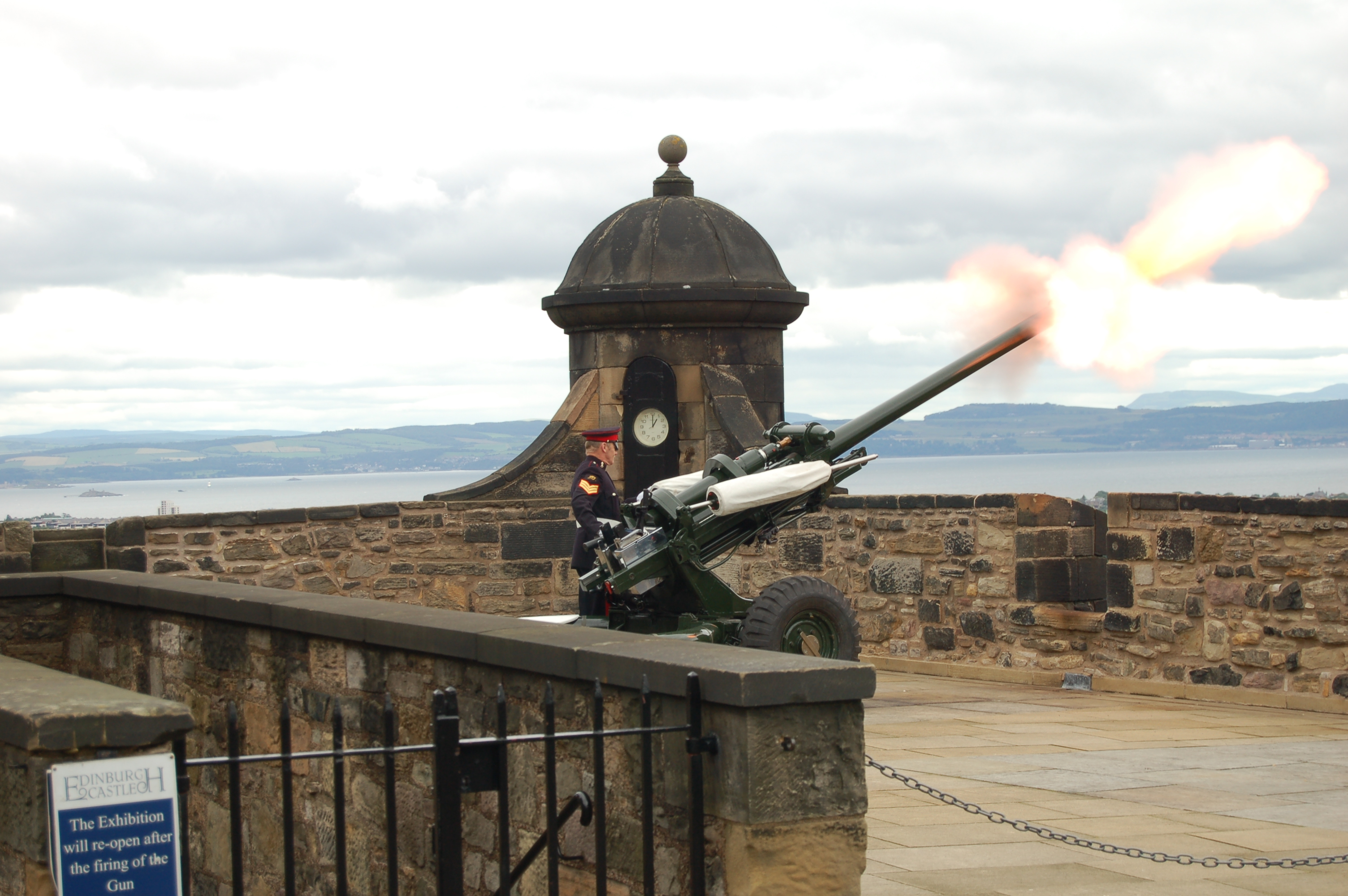
Canon léger L118 de calibre 120 mm
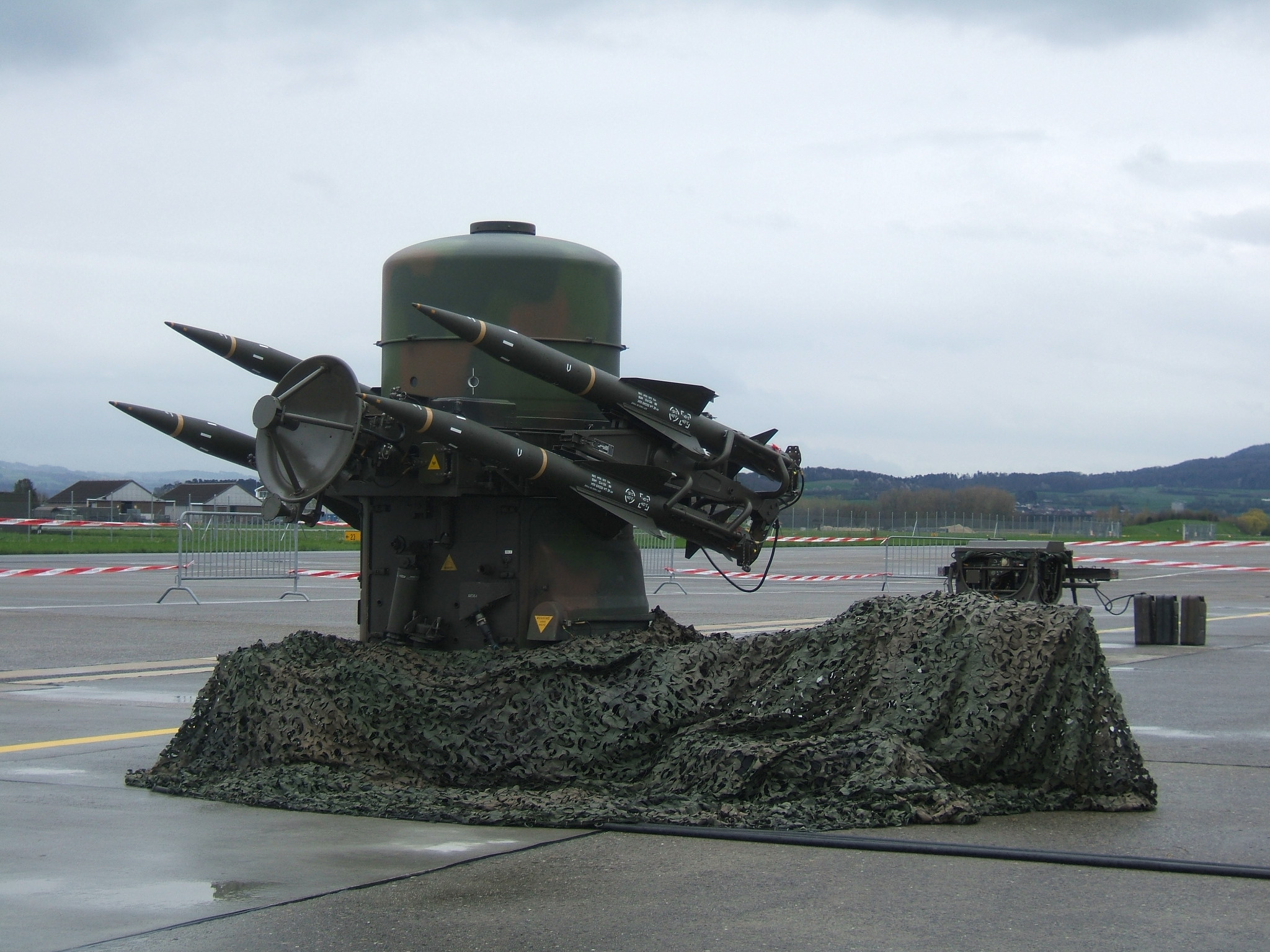
Rapier
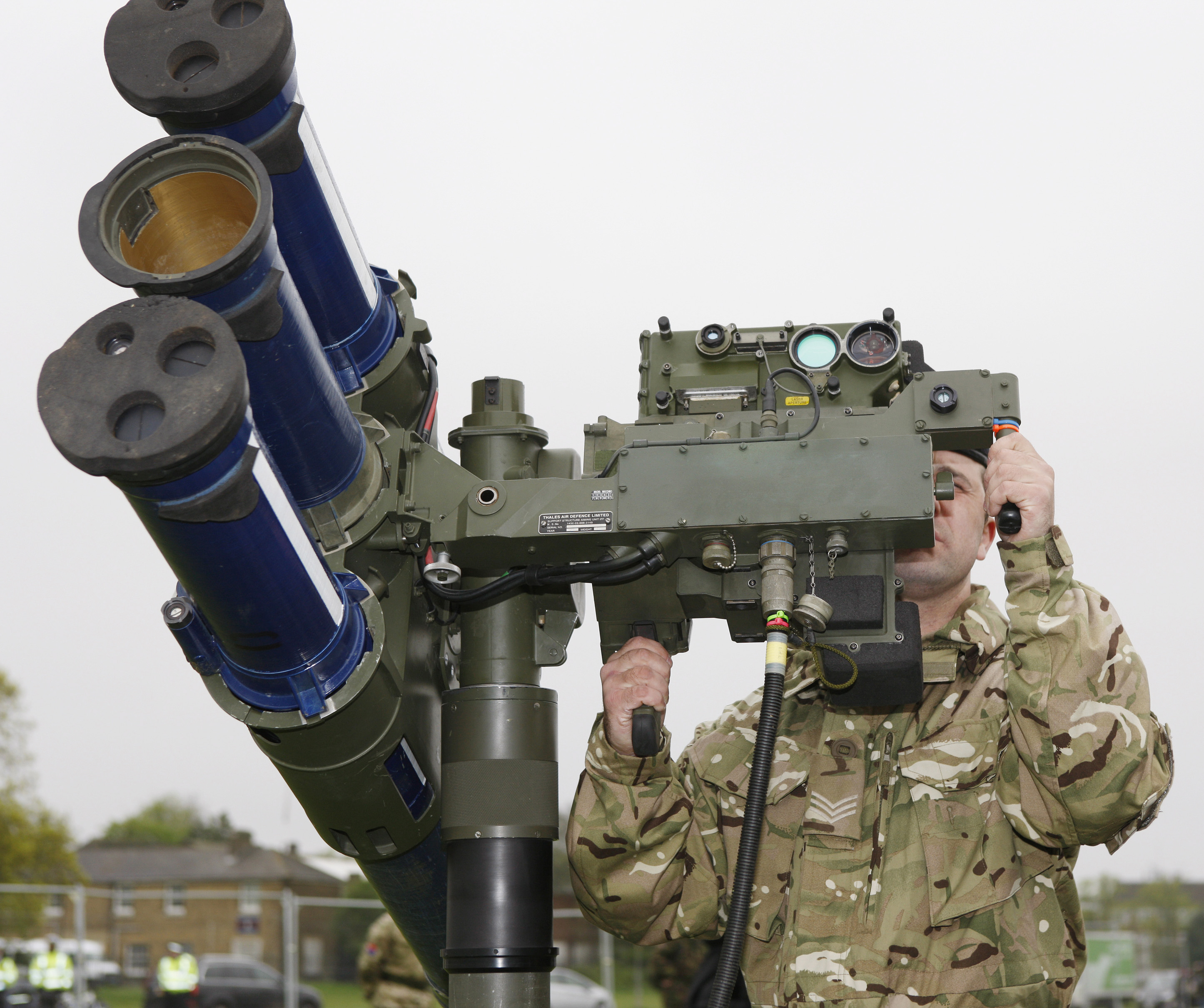
Starstreak
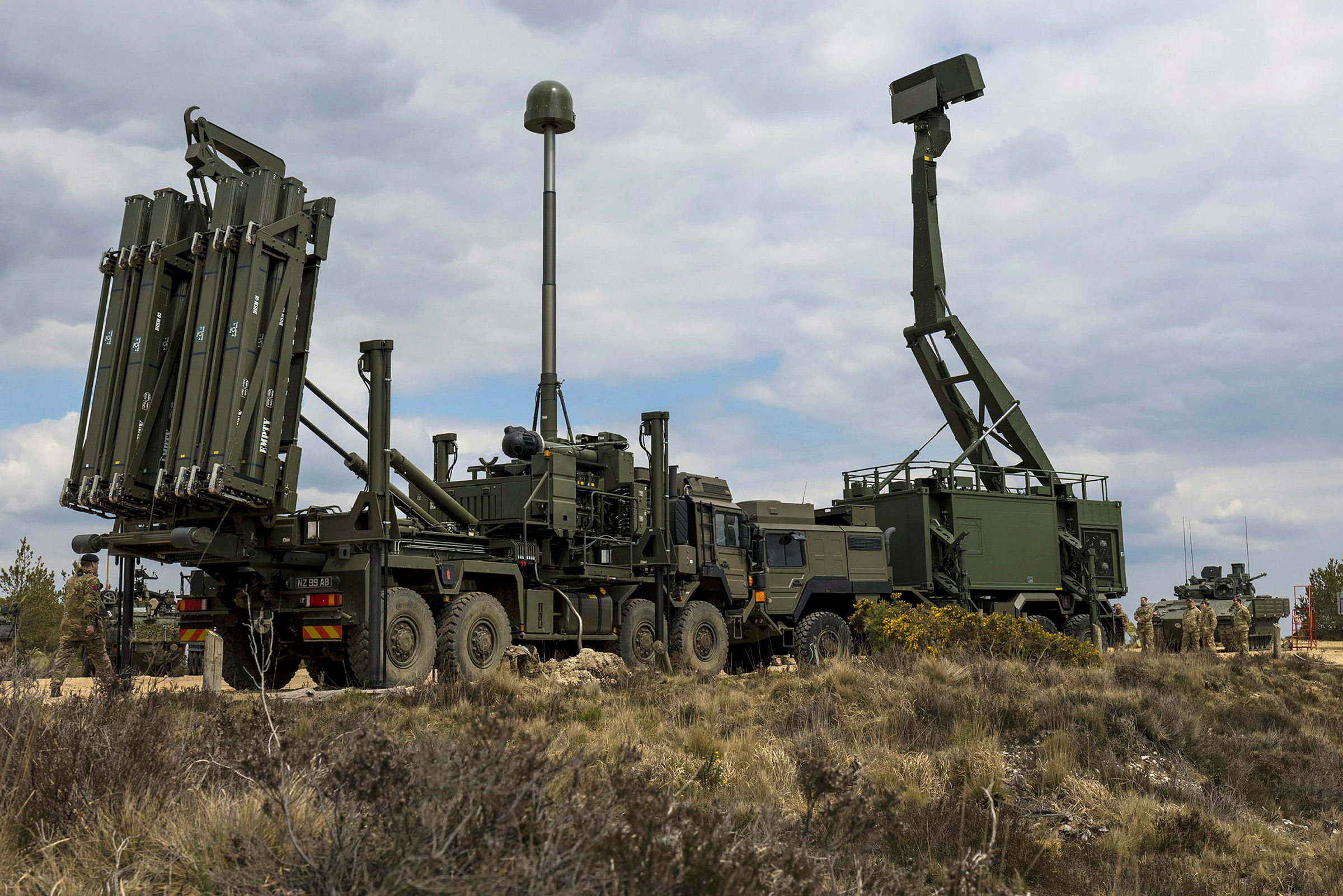
Sky Sabre

## Engins militaires

### Véhicules blindés

#### Véhicules de reconnaissance
- Jackal (reconnaissance, assaut rapide, soutien et protection de convoi)
- FV-103 Spartan (véhicule de transport de troupes)
- FV-104 Samaritan (ambulance)
- FV-105 Sultan (véhicule de commandement)
- FV-106 Samson (véhicule de dépannage)
- FV-107 Scimitar, équipé d'un canon RARDEN (en) (reconnaissance)

#### Véhicules de combat
- Challenger 2 (char d'assaut)
- MCV-80 Warrior (char d'assaut)

#### Véhicules de transport de troupes
- FV430 (en) (véhicule de transport de troupes)
- Cougar (véhicule de transport de troupes)
- Saxon (véhicule)

#### Véhicules divers
- Panther CLV (véhicule tactique léger multirôles)
- Bronco All Terrain Tracked Carrier (en) (véhicule tout-terrain)
- BvS 10 (véhicule amphibie)
- Pinzgauer Vector (véhicule tout-terrain)
- MXT-MV (en) (véhicule de soutien)
- Buffalo (MPCV) (véhicule de déminage)

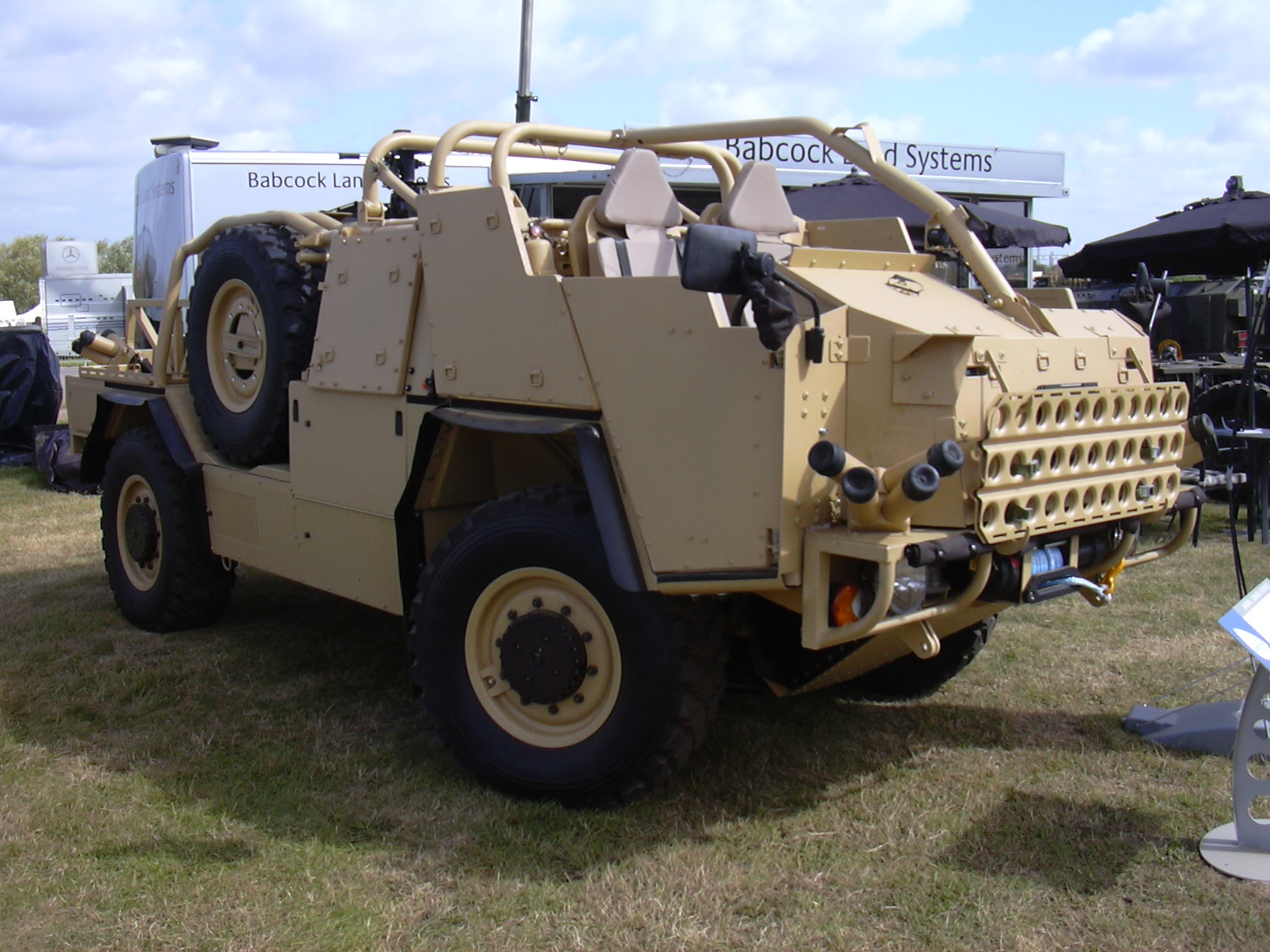
Jackal
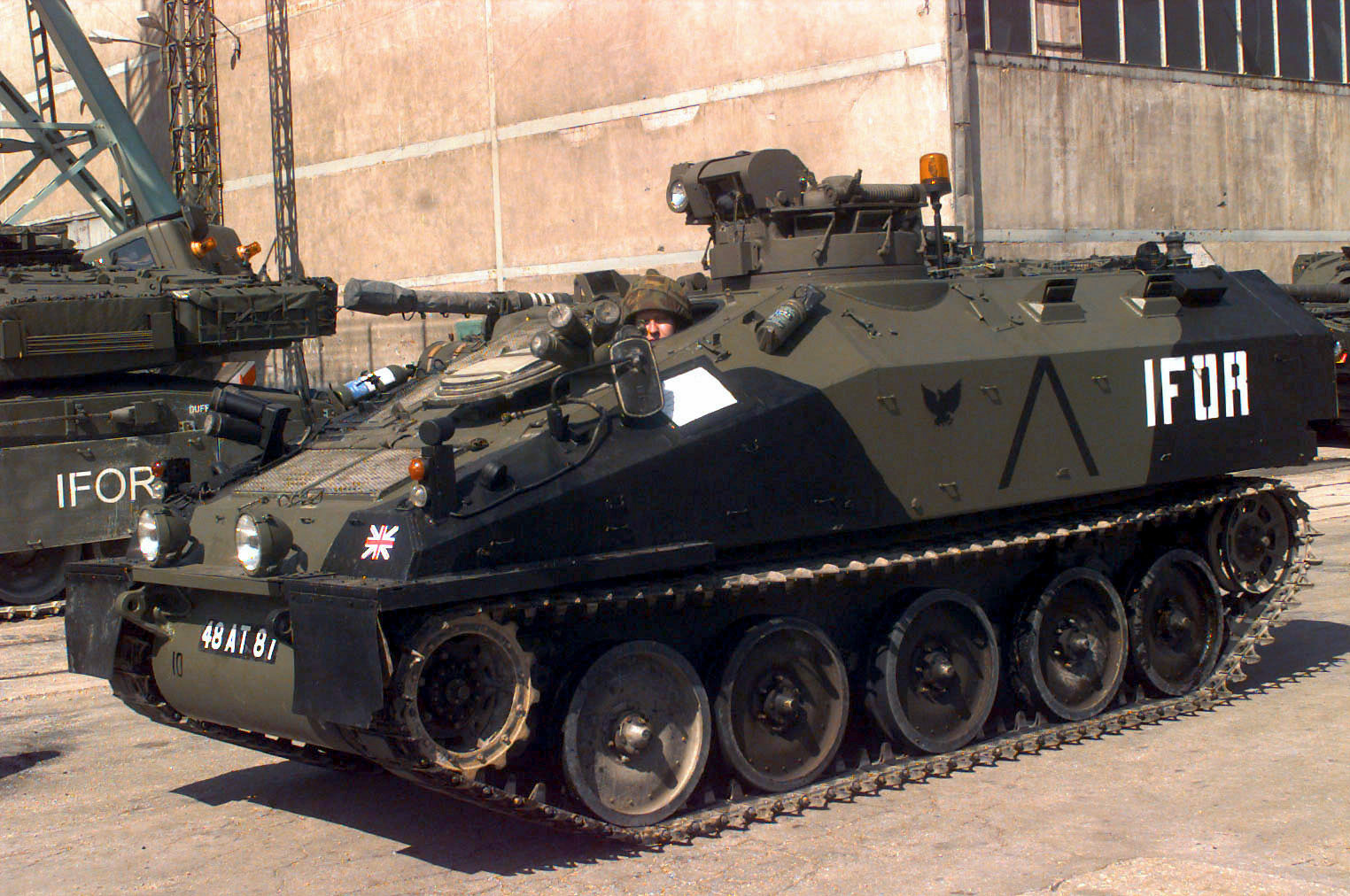
FV-103 Spartan
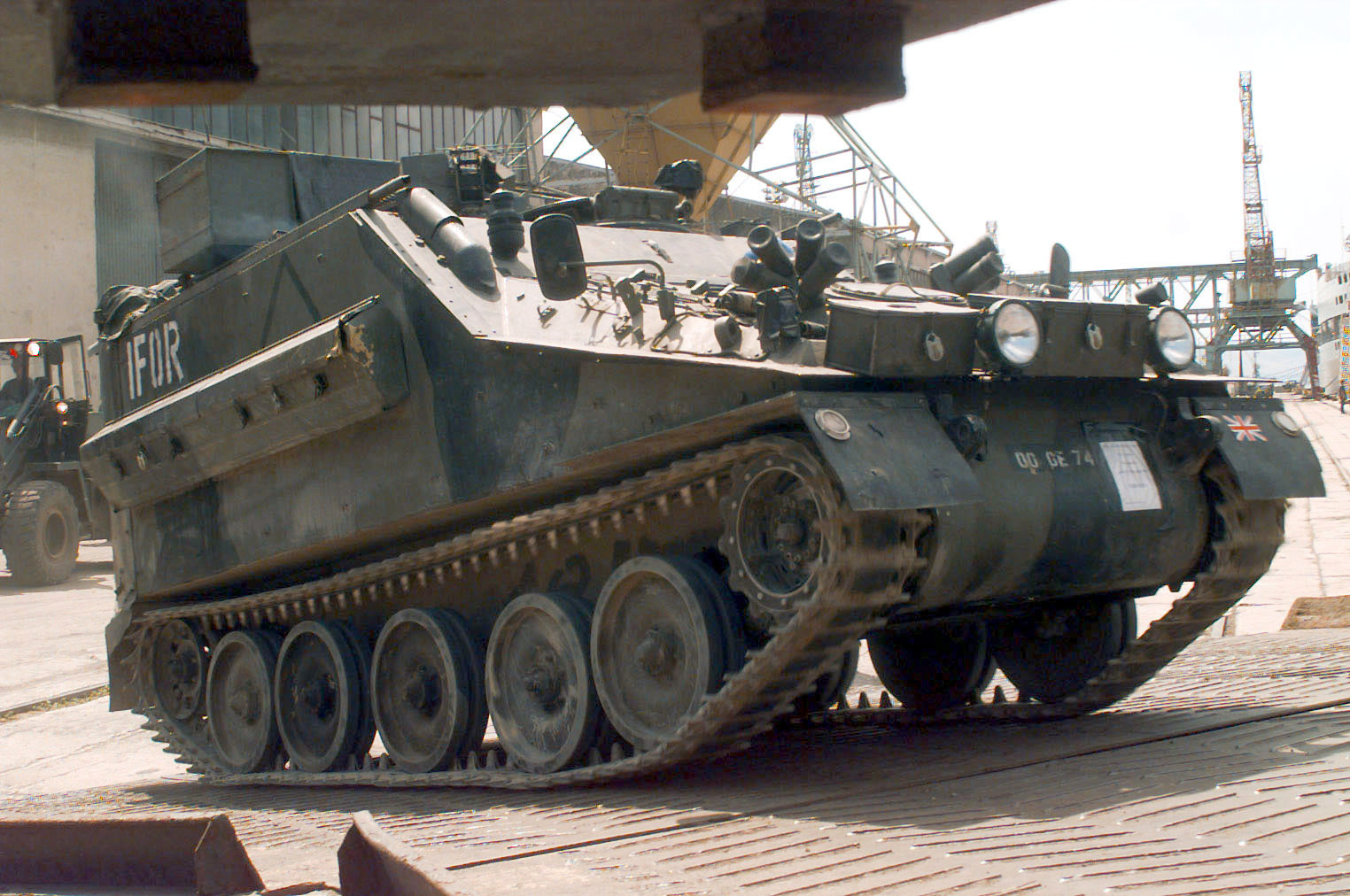
FV-105 Sultan
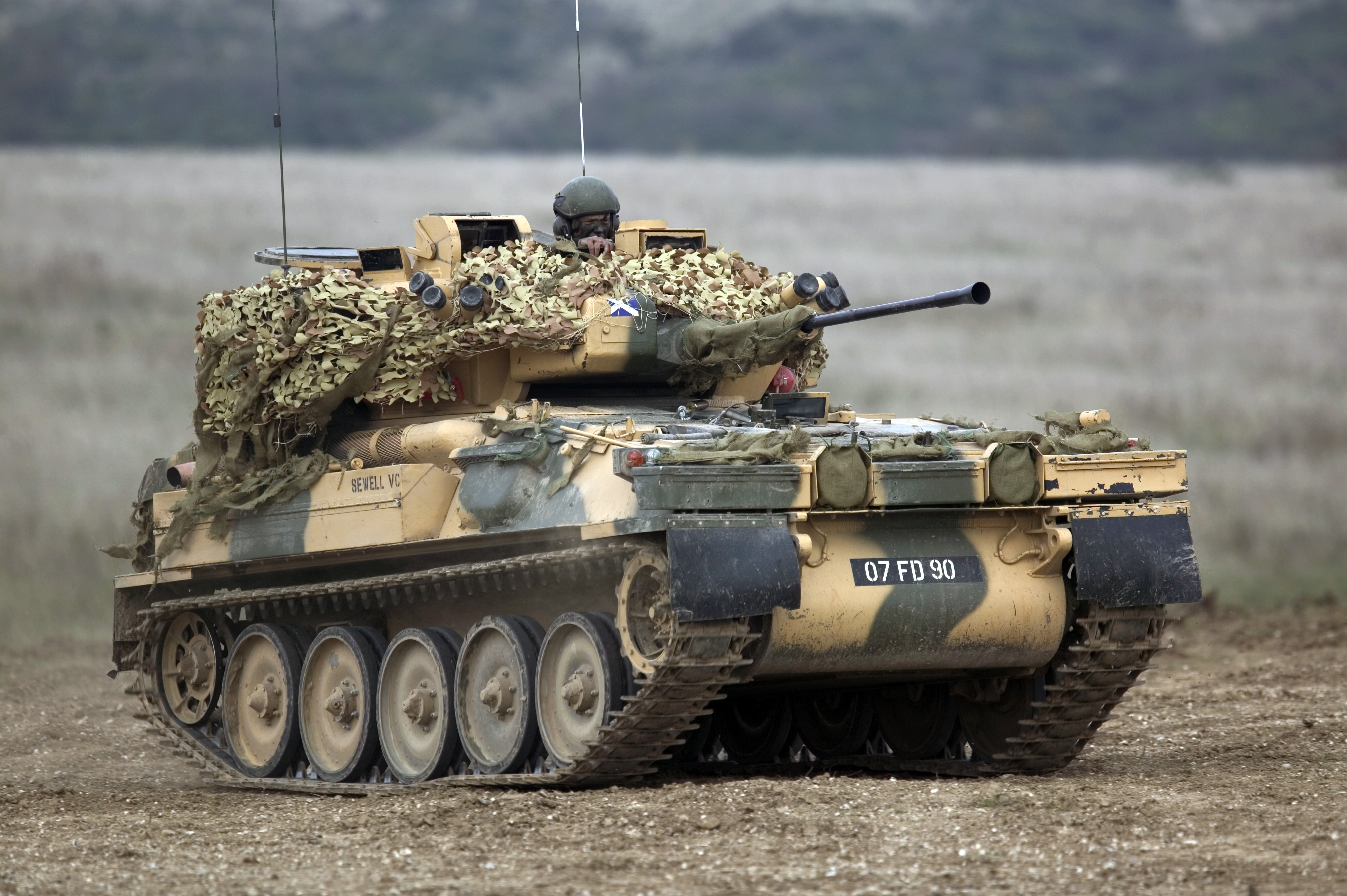
FV-107 Scimitar
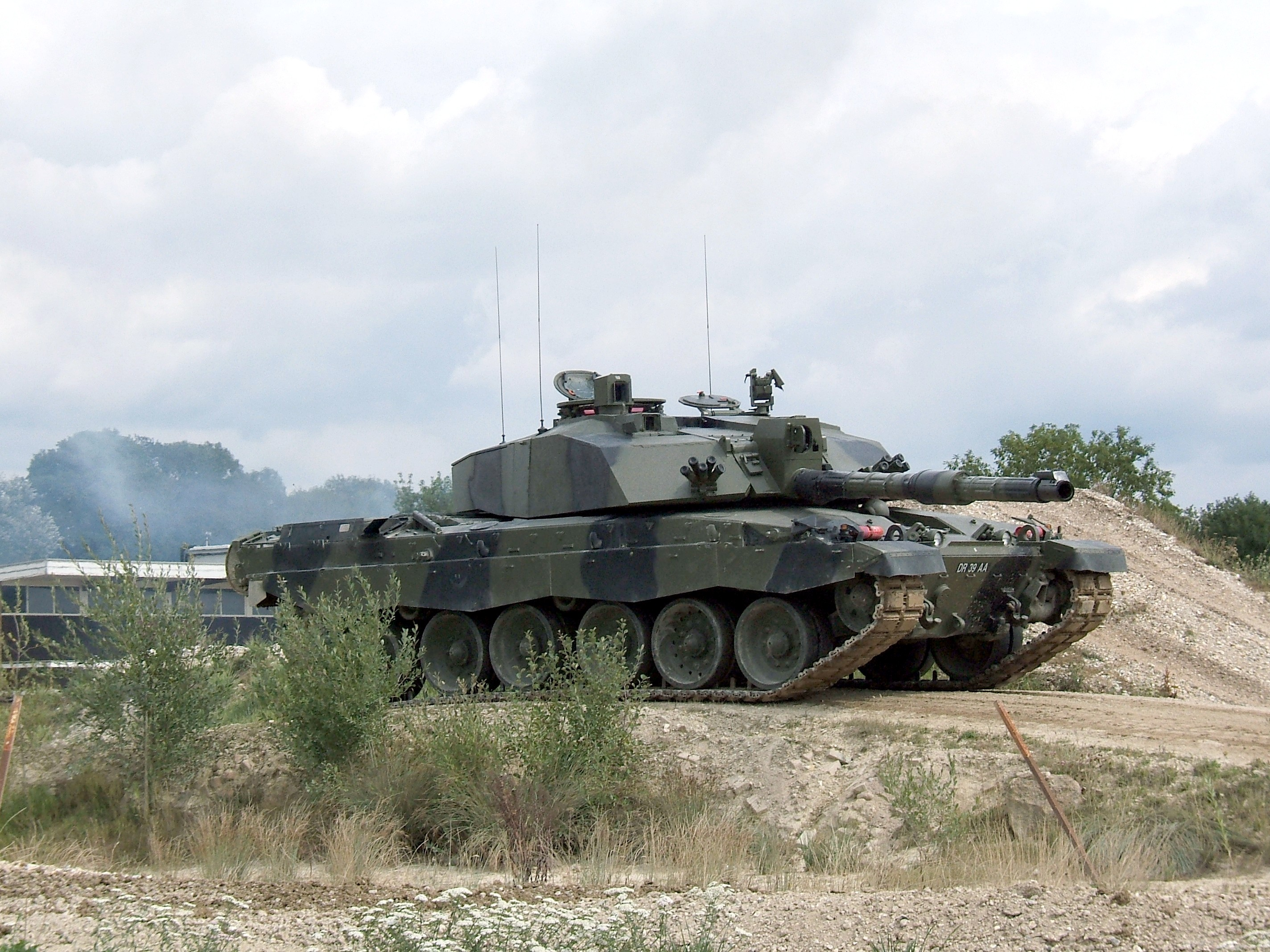
Challenger 2
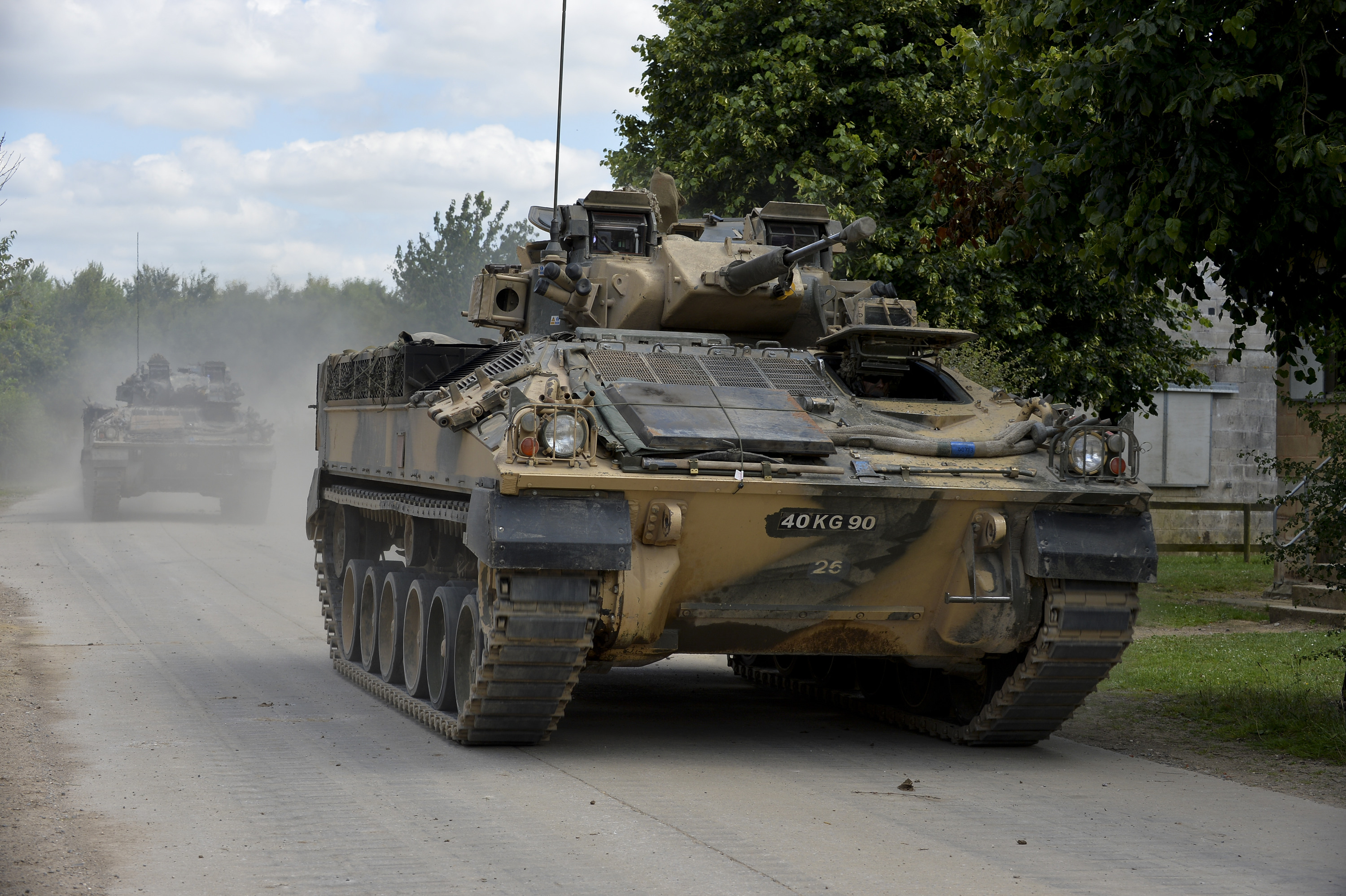
MCV-80 Warrior
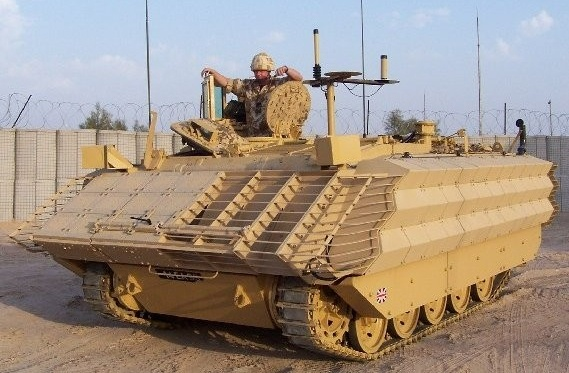
FV432 (en)
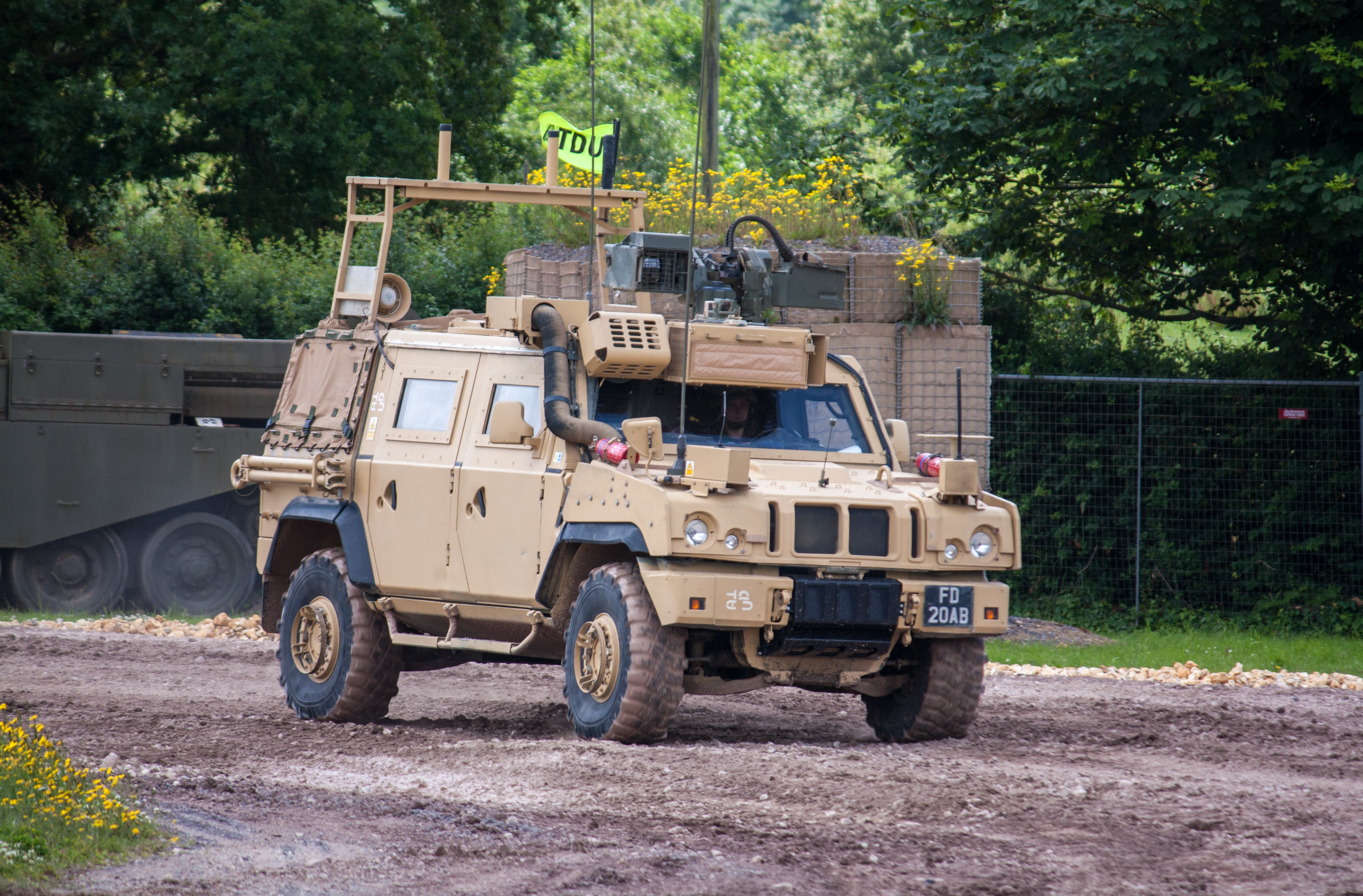
Panther CLV
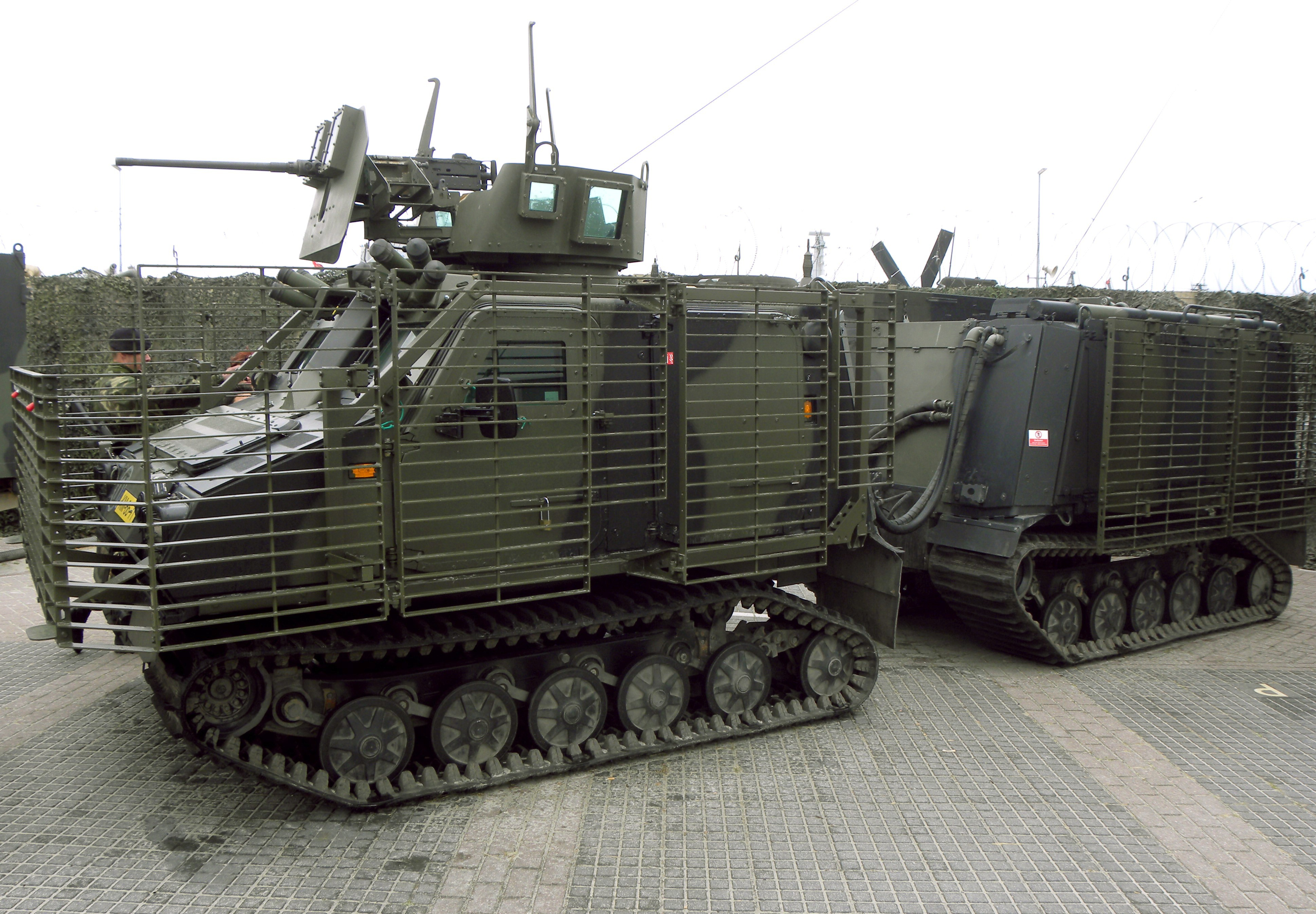
BvS 10
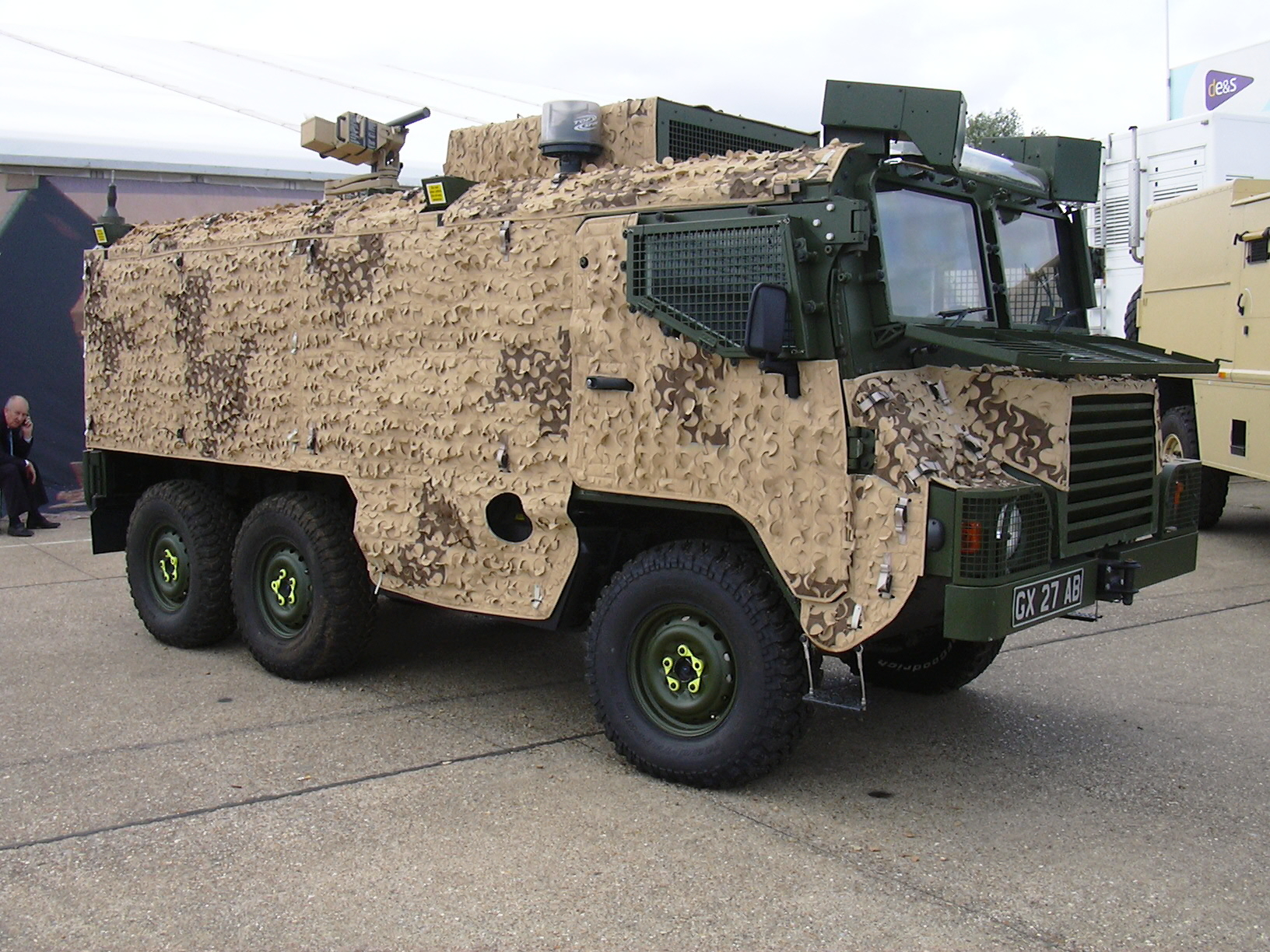
Pinzgauer Vector
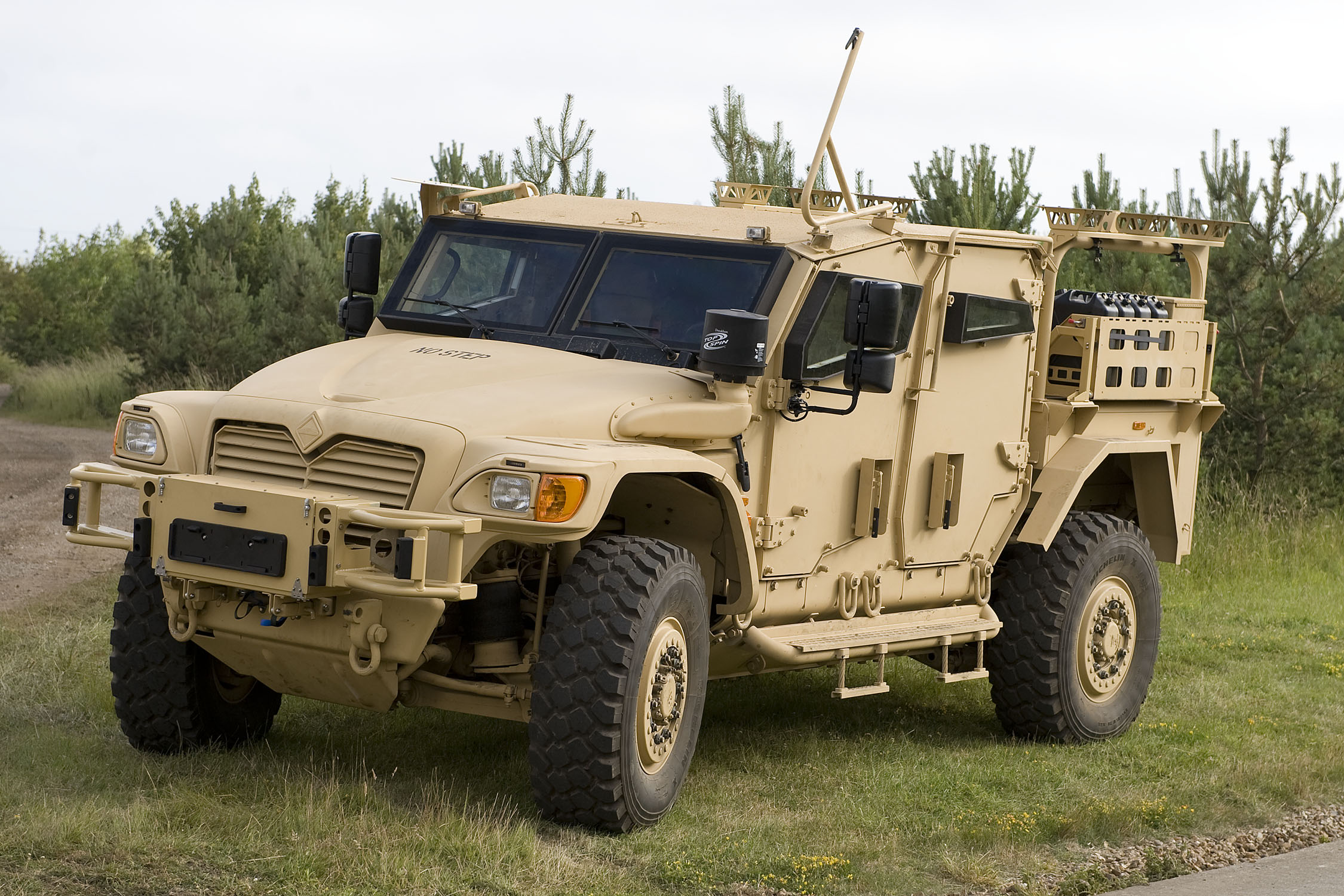
Husky (en)
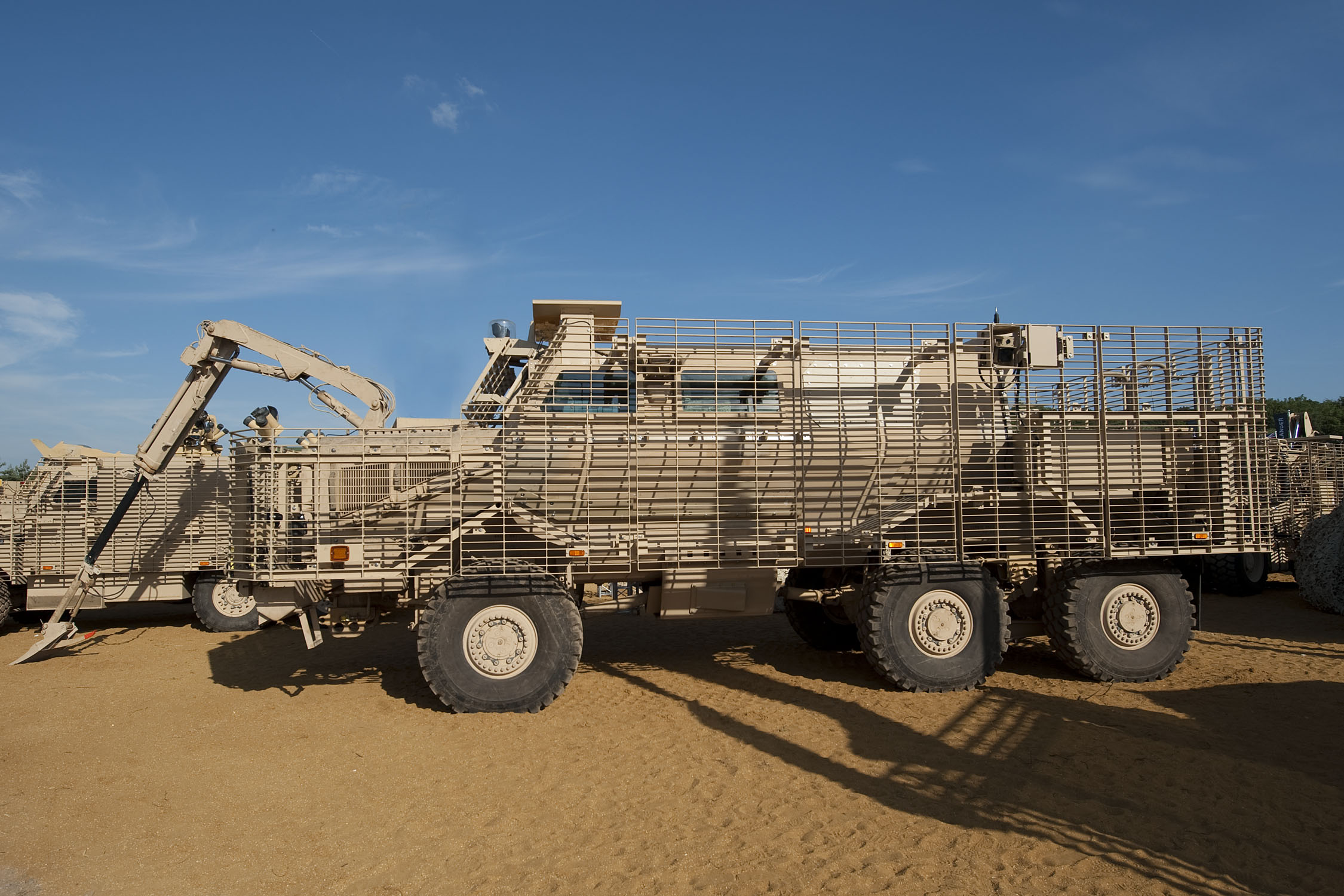
Buffalo (MPCV)

### Véhicules légers
- Land Rover Wolf (en) (véhicule tactique léger multirôles)
- Demountable Rack Offload and Pickup System (en) (véhicule de transport de matériel)
- Pinzgauer (véhicule tout-terrain)
- All Terrain Mobility Platform (en) (véhicule tout-terrain)
- Springer All-Terrain Vehicle (véhicule tout-terrain)
- Harley-Davidson MT350E (moto)
- Honda R250 (moto)
- Heavy Equipment Transport System (véhicule de transport de véhicules blindés)

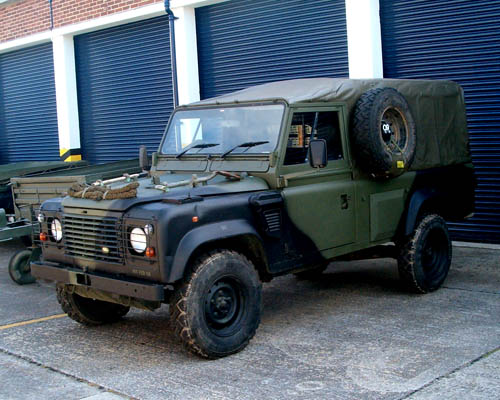
Land Rover Wolf (en)
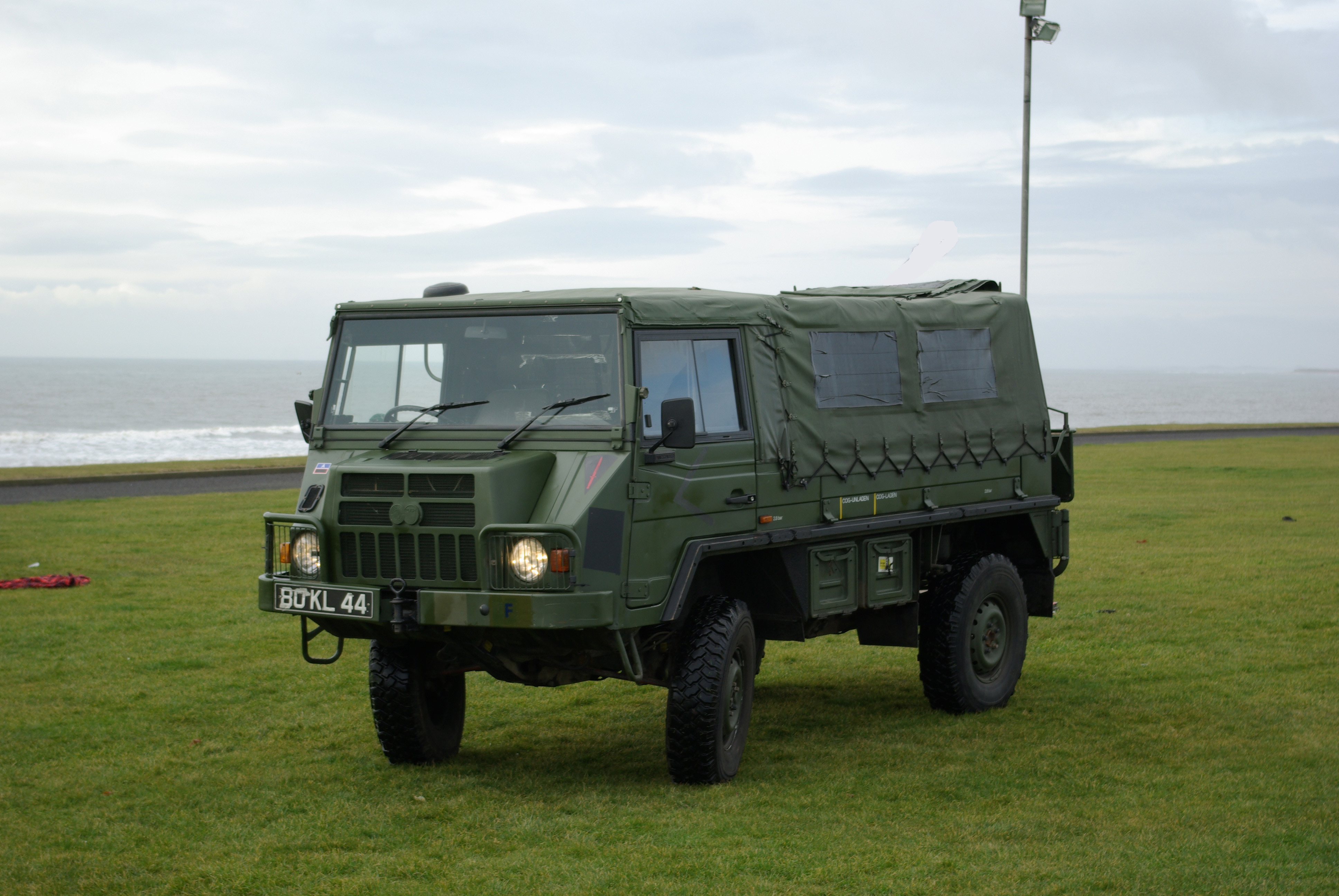
Pinzgauer
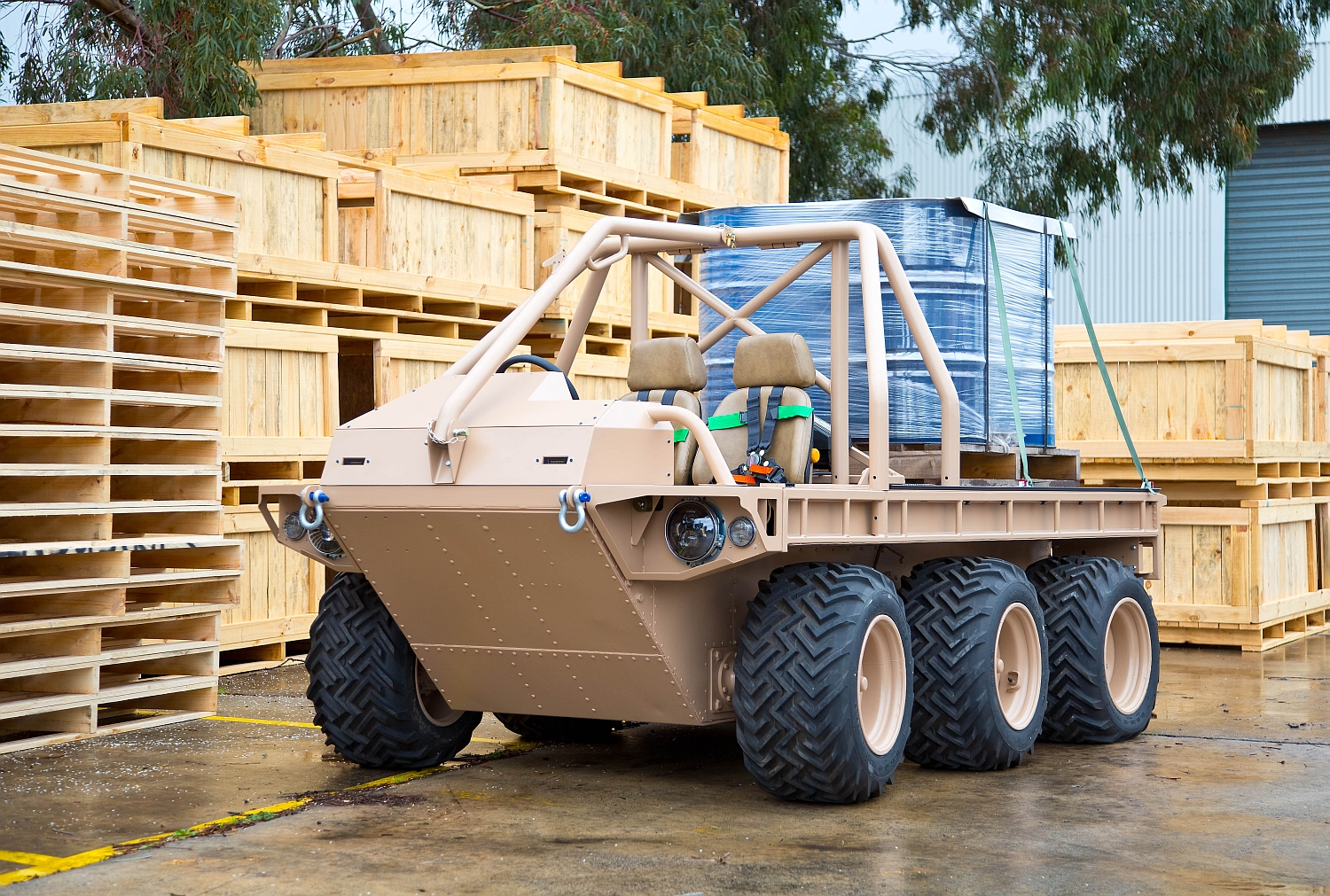
All Terrain Mobility Platform (en)
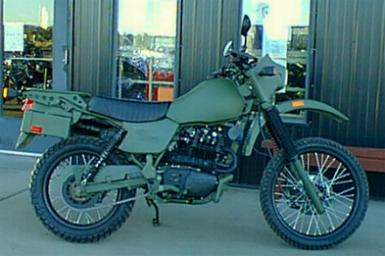
Harley-Davidson MT350E
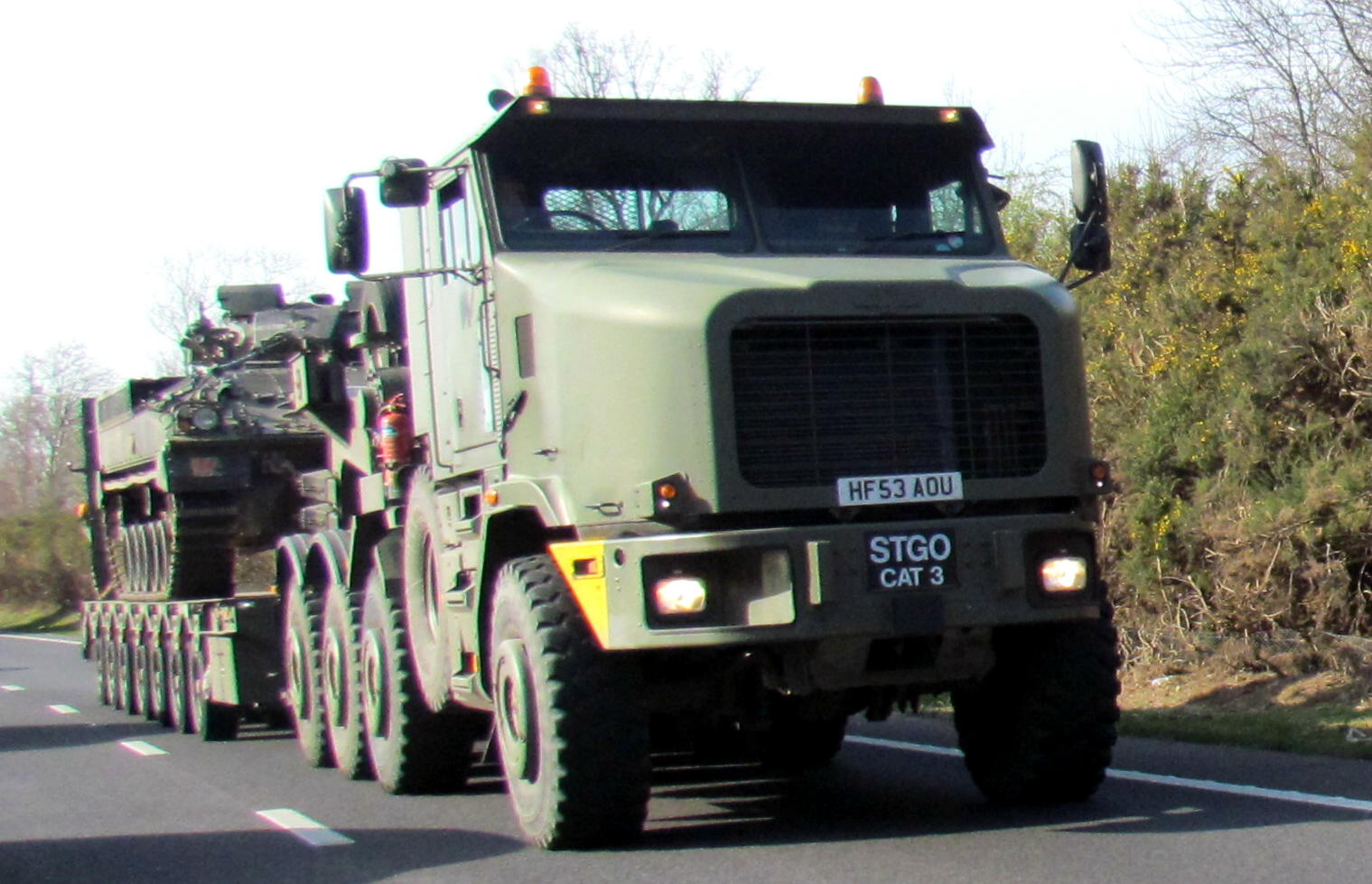
Heavy Equipment Transport System

### Véhicules du génie
- Challenger Armoured Repair and Recovery Vehicle (en) (réparation du Challenger 2)
- Titan AVLB (pont mobile)
- Terrier vehicle (en) (suppression des obstacles)
- Trojan (en) (ouverture des routes et déminage)
- Shielder minelaying system (création de barrières anti-char)
- Python Minefield Breaching System (en) (déminage)
- Dragon Runner (en) (robot de déminage)
- M3 Amphibious Rig (en) (pont mobile amphibie)
- Tank Bridge Transporter(Transport de pont)

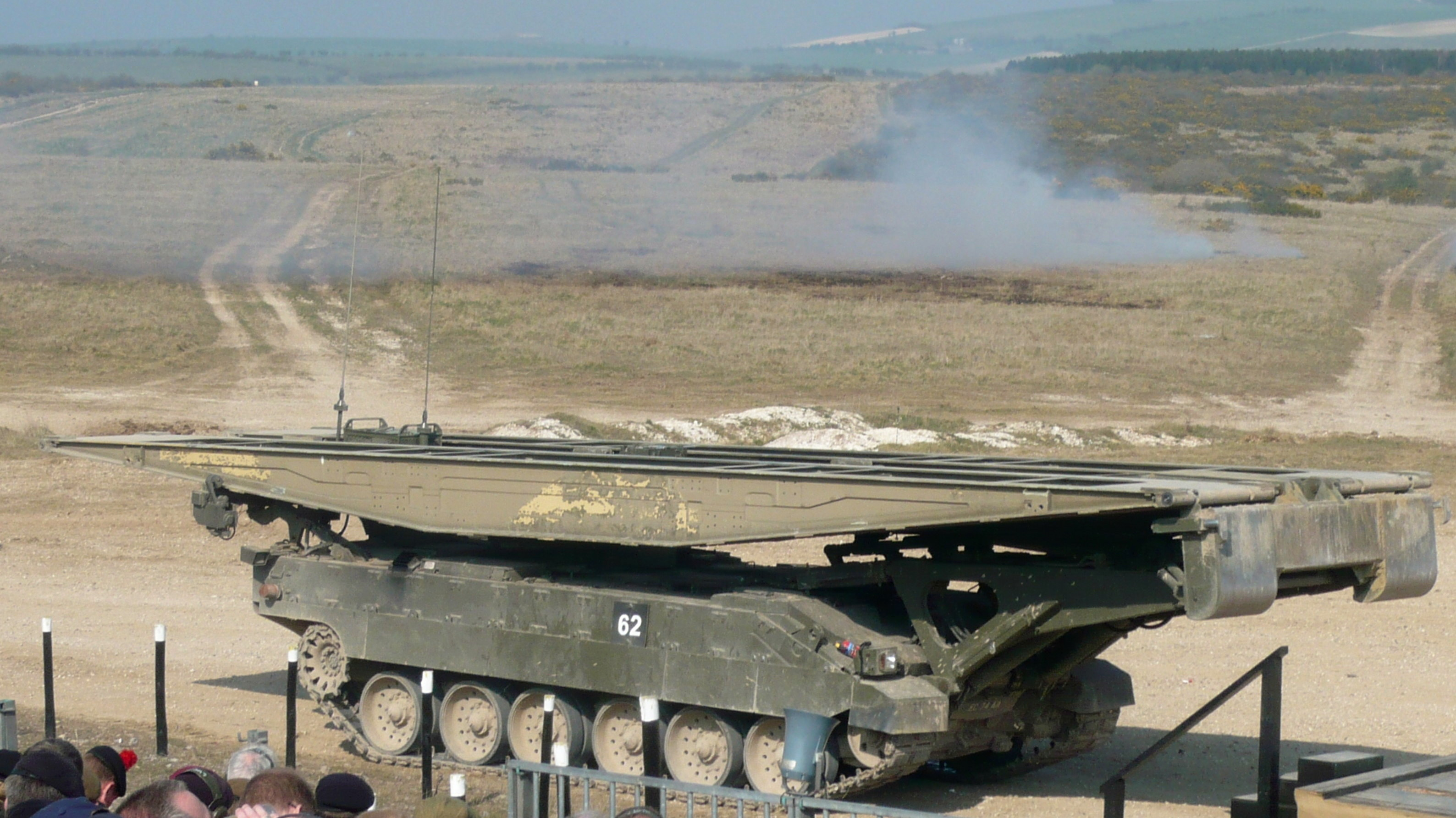
Titan AVLB
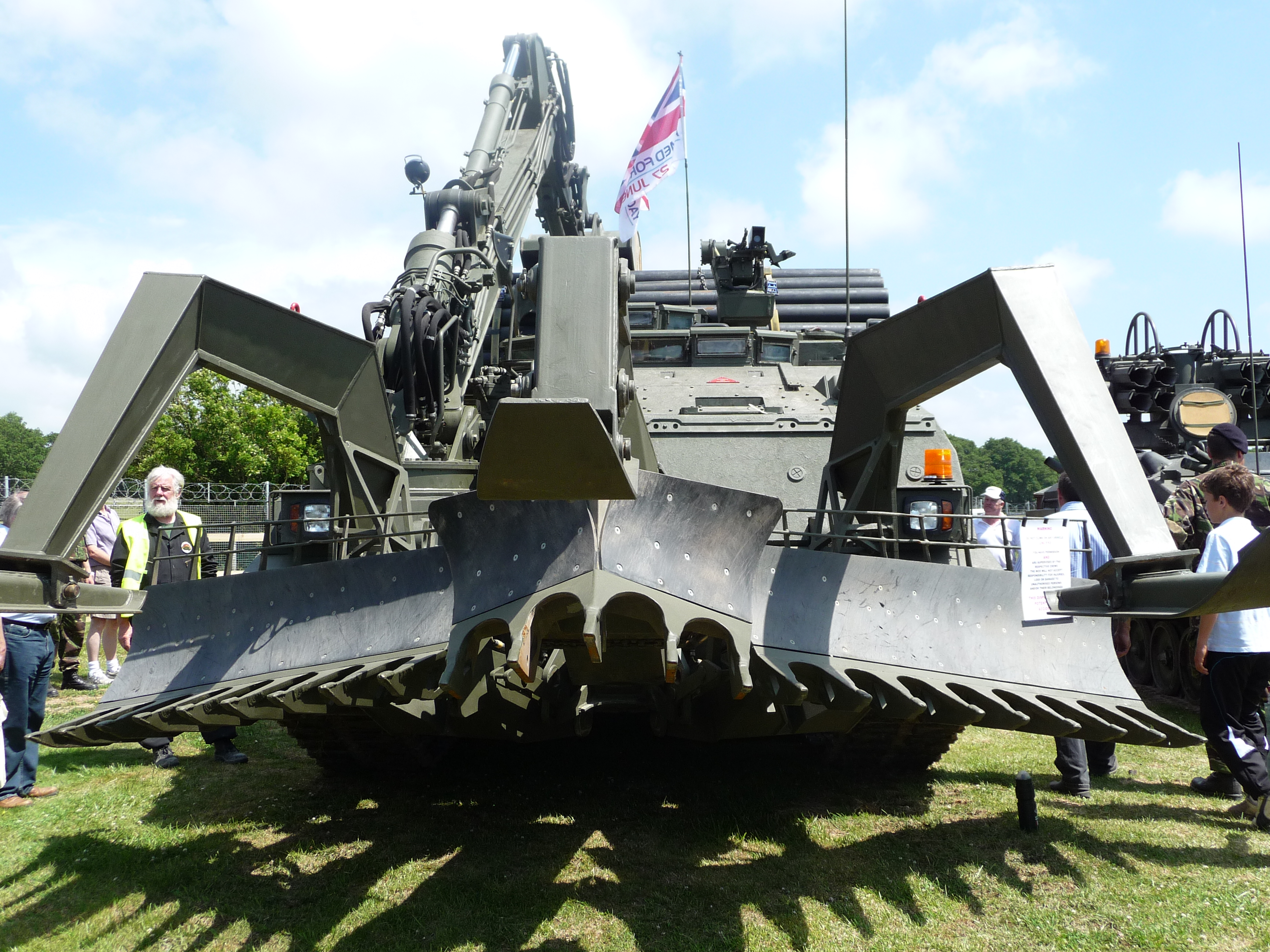
Trojan (en)
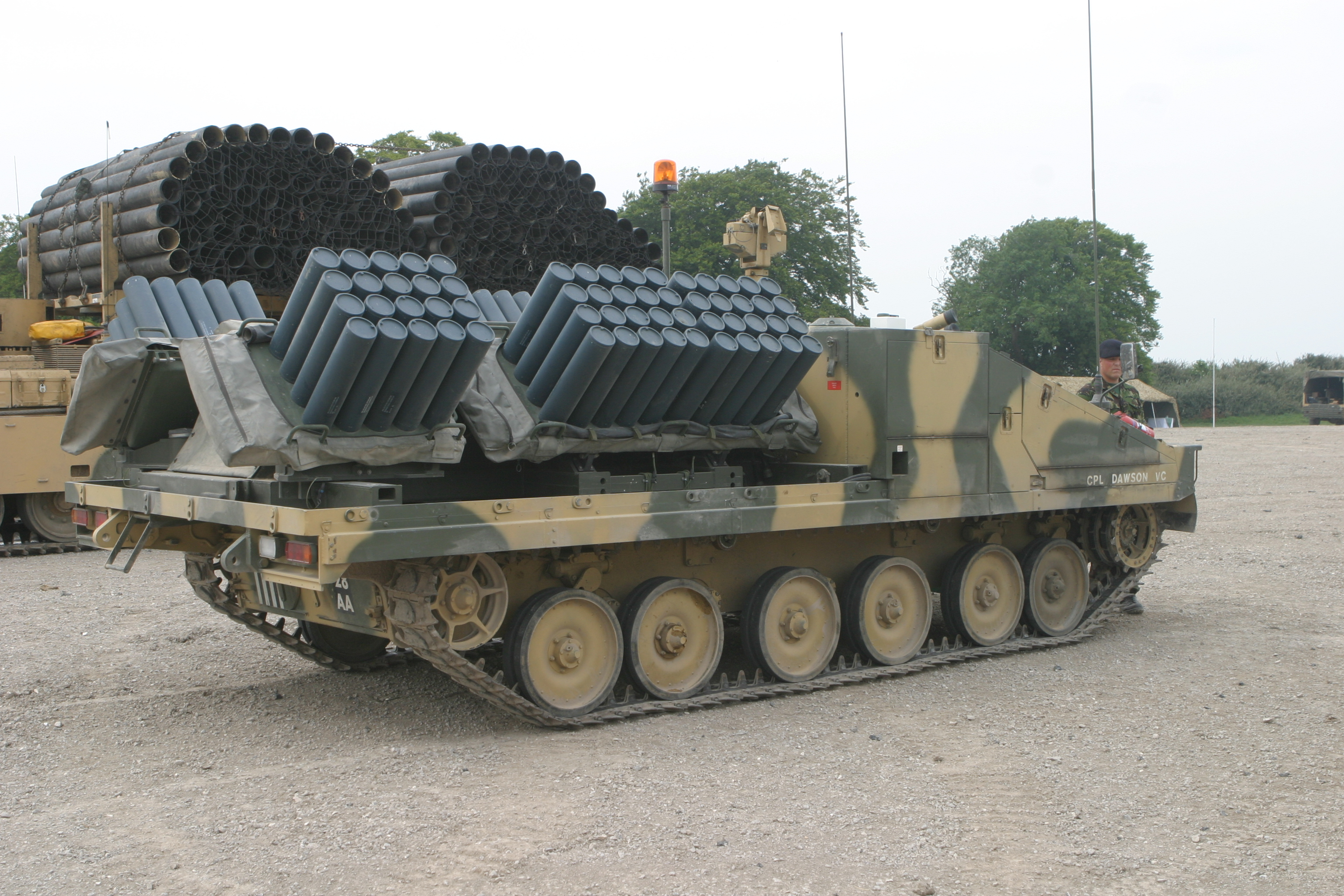
Shielder minelaying system
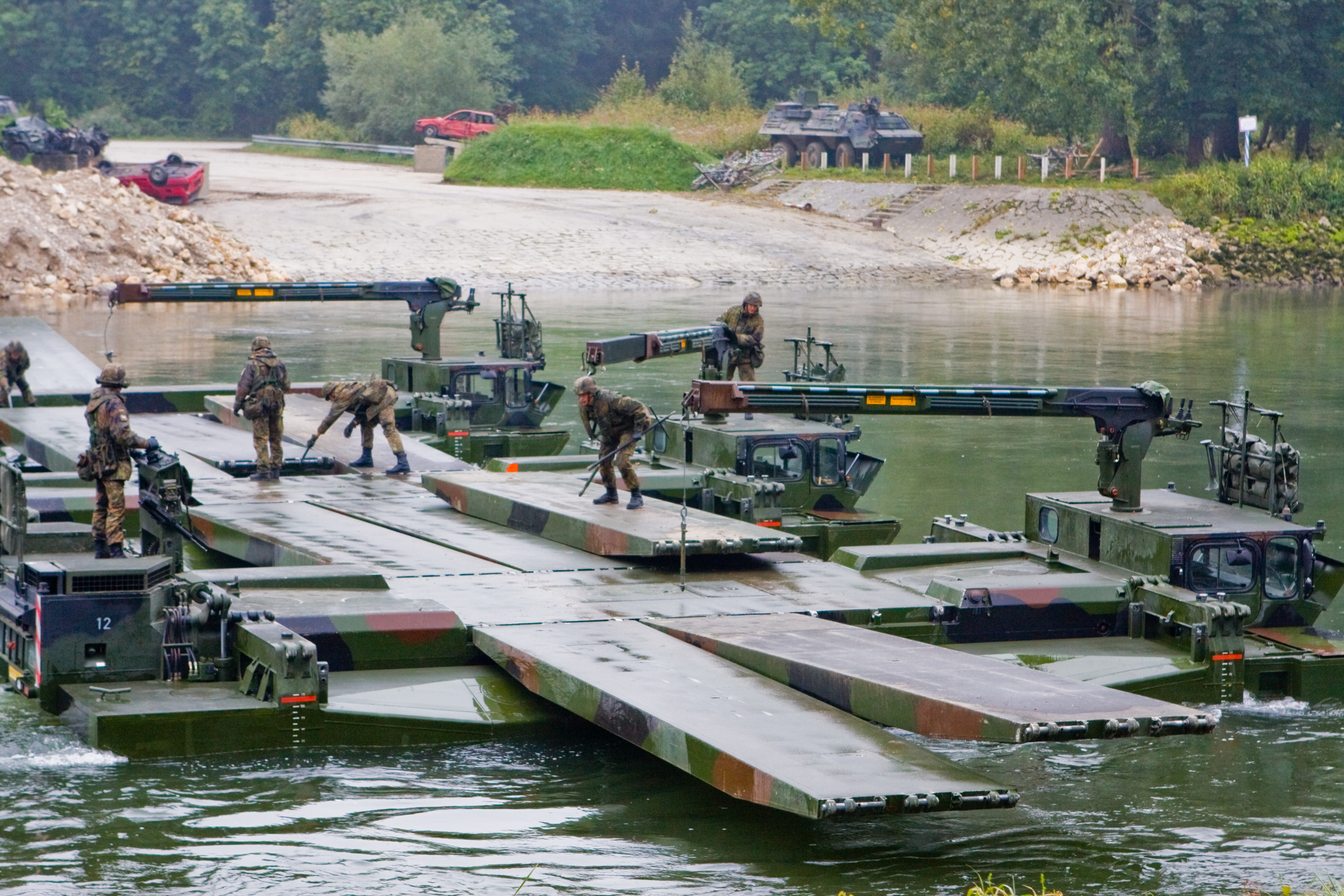
M3 Amphibious Rig (en)
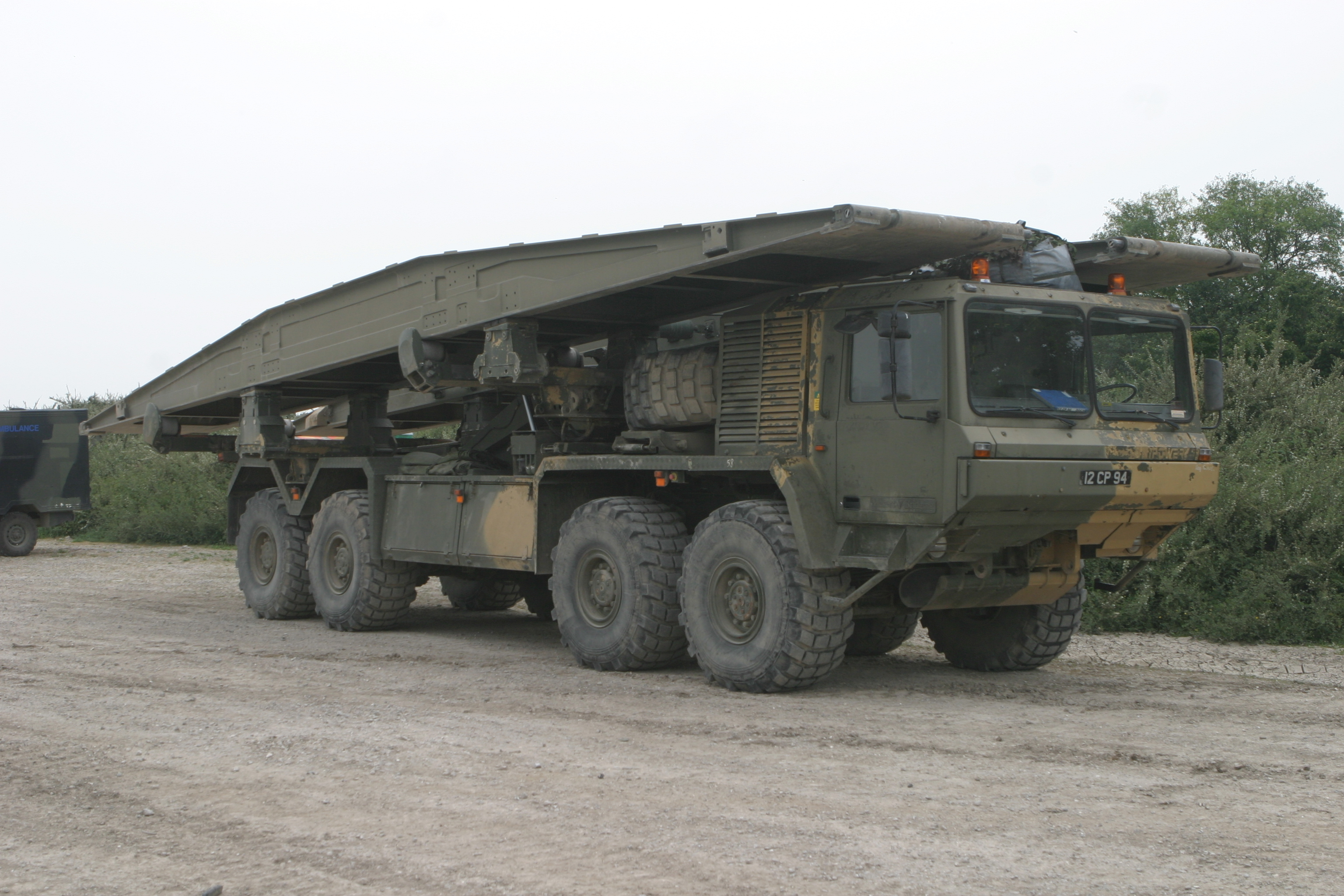
Alvis Unipower Tank Bridge Transporter

### Aéronefs

#### Hélicoptères
- AgustaWestland Apache (chasse et destruction de chars d'assaut)
- Westland Lynx (soutien sur le champ de bataille et reconnaissance)
- Bell 212 (jungles de Belize et Brunei)
- Aérospatiale Gazelle (reconnaissance)
- Eurocopter Dauphin (soutien)

#### Avions
- Britten-Norman Defender (reconnaissance et commandement)

#### Drones de combat
- Lockheed Martin Desert Hawk (mini-drone)
- Thales Watchkeeper WK450 (renseignement, surveillance, acquisition de cibles et reconnaissance)

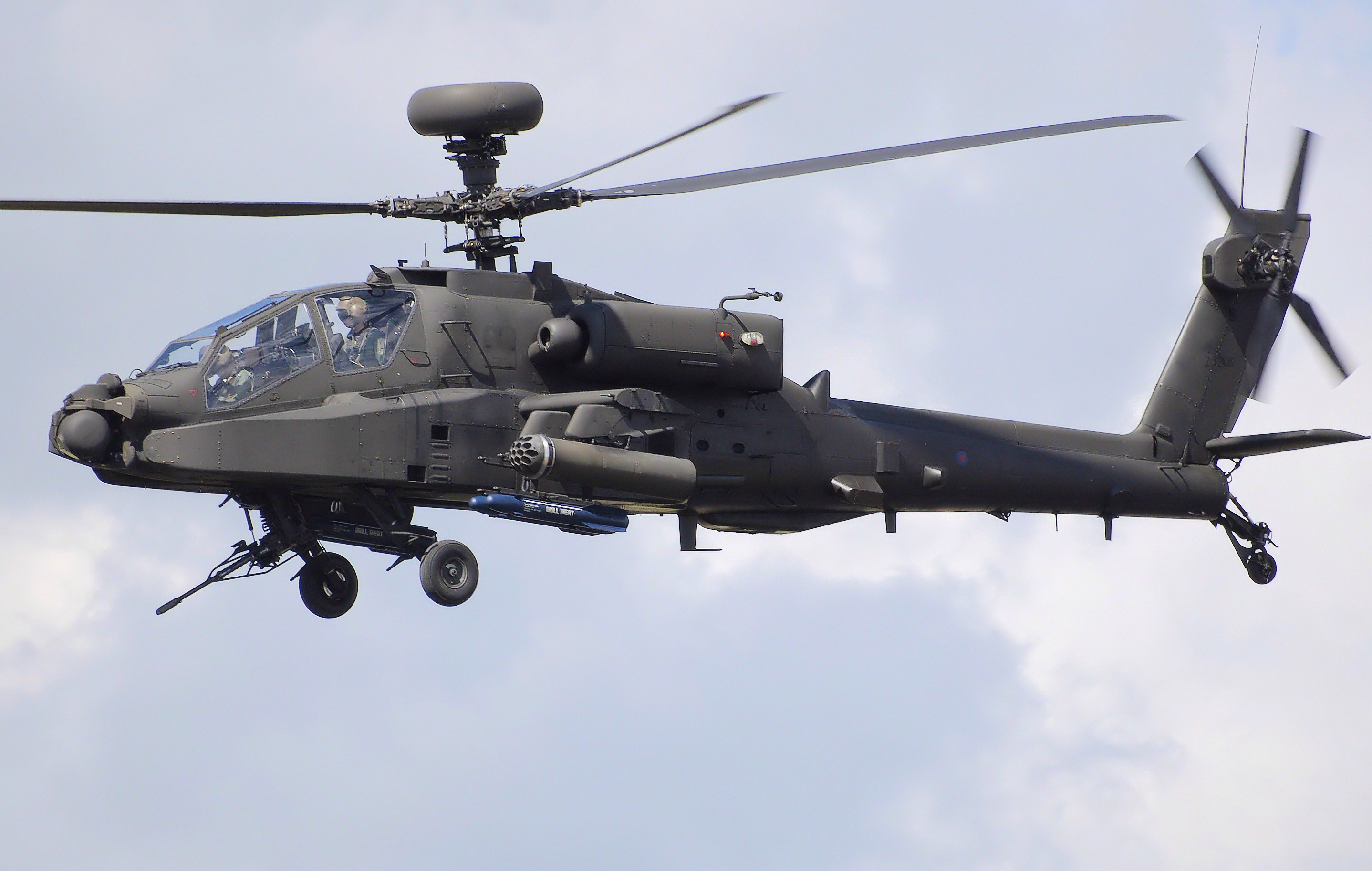
AgustaWestland Apache
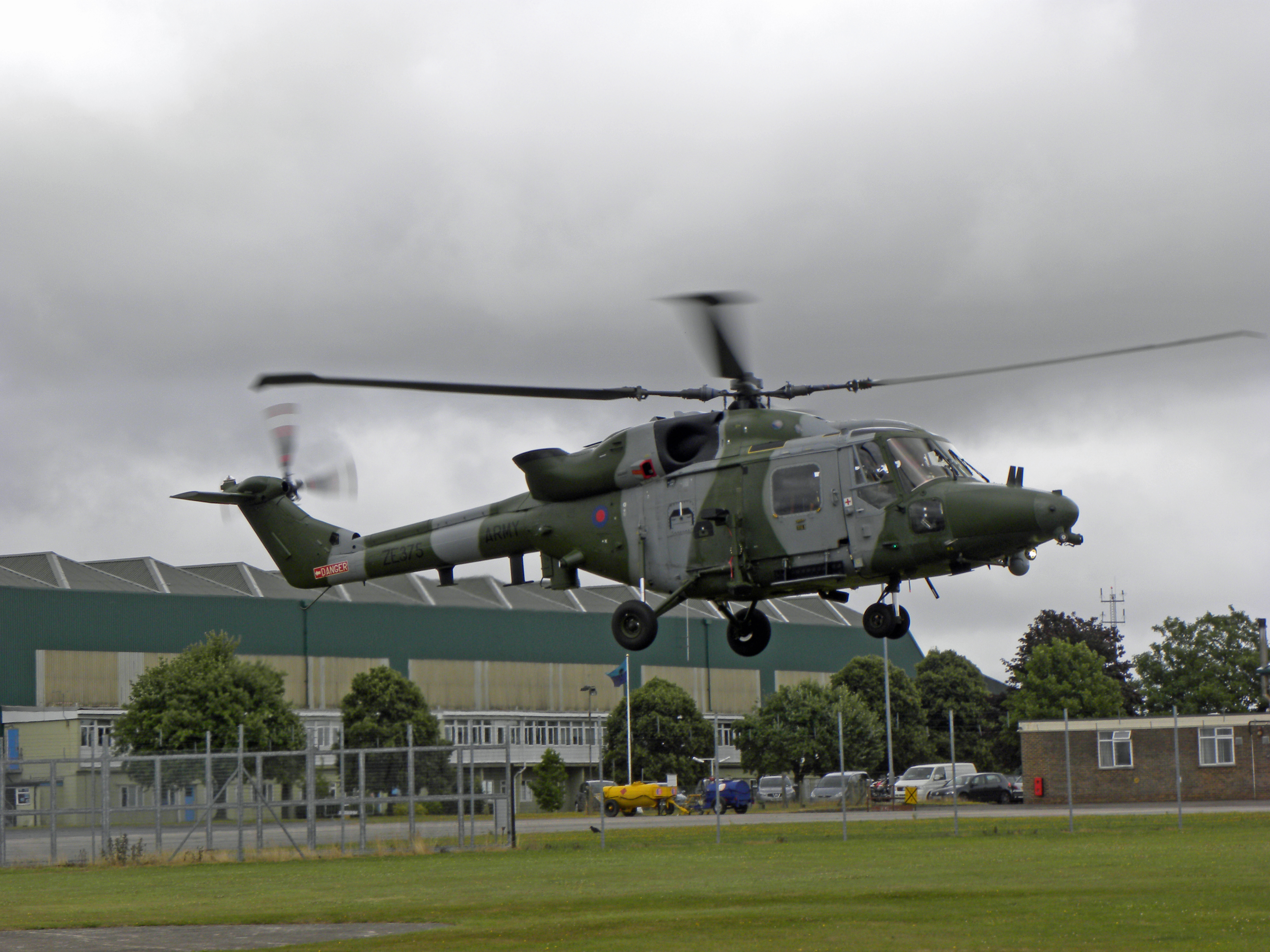
Westland Lynx
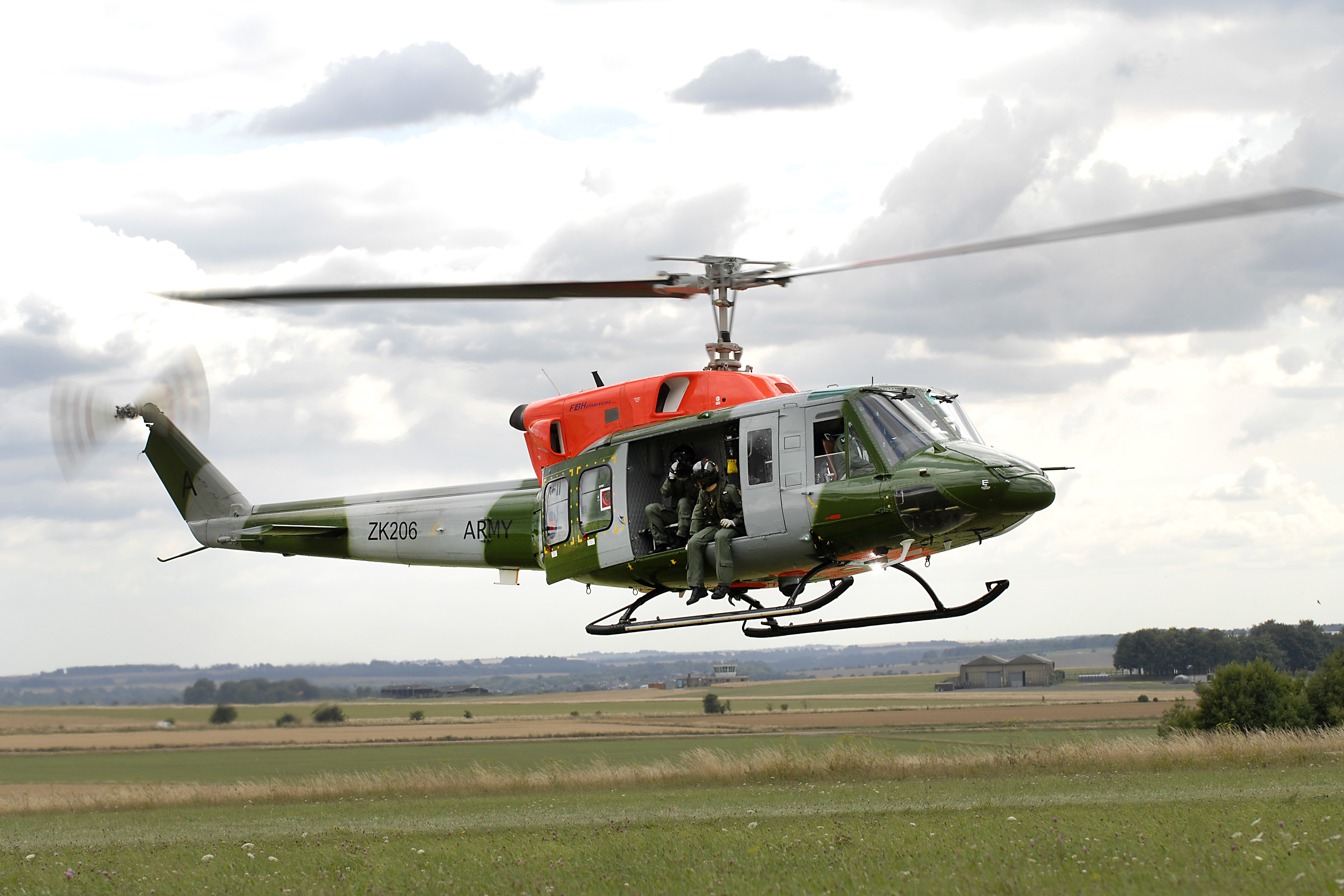
Bell 212
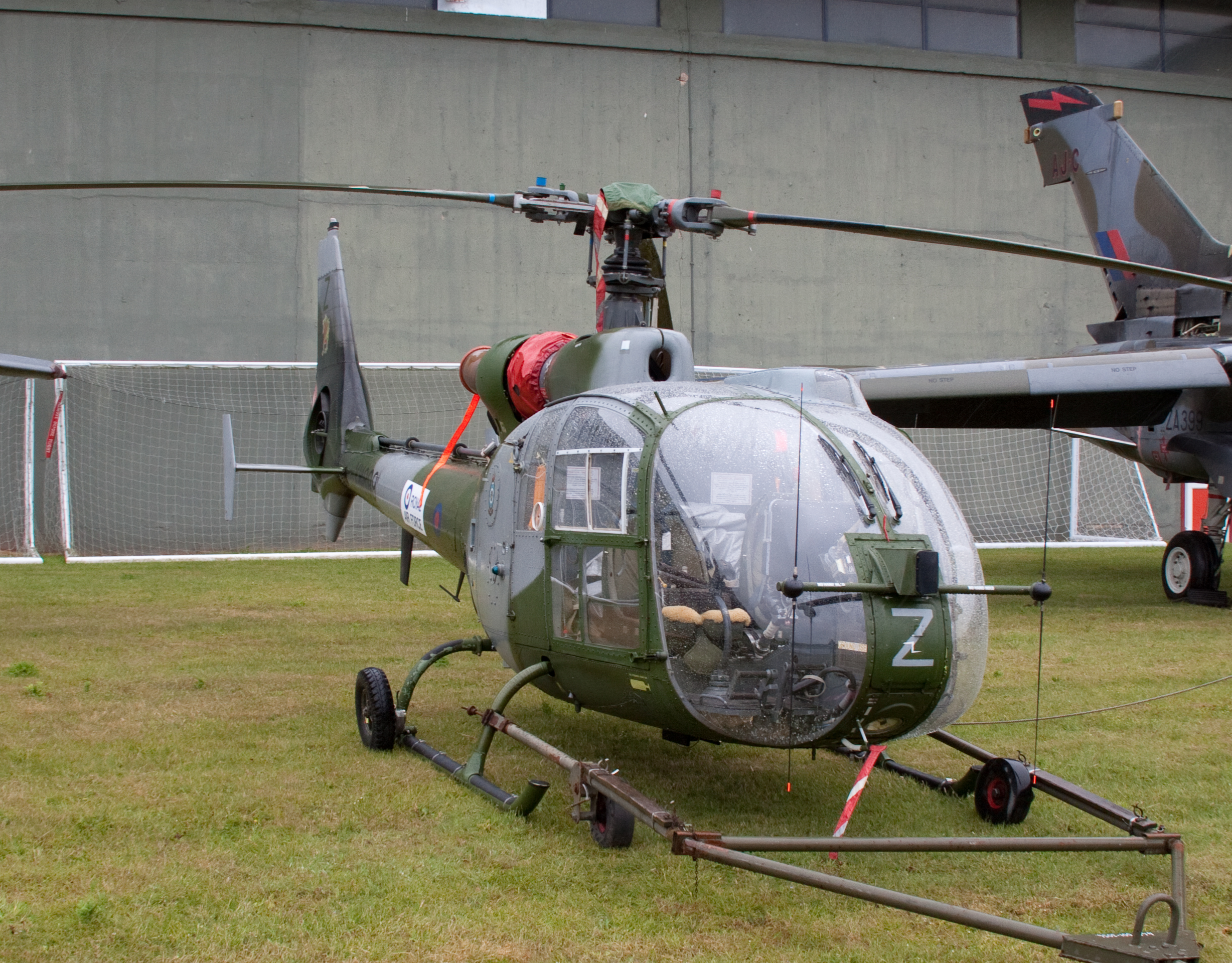
Aérospatiale Gazelle
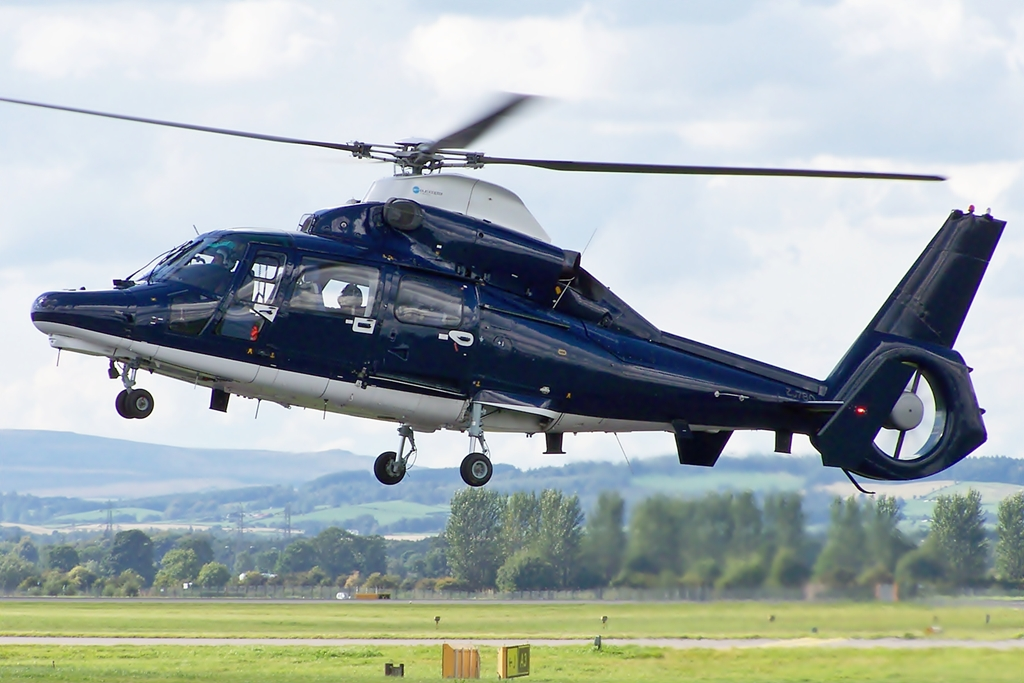
Eurocopter Dauphin
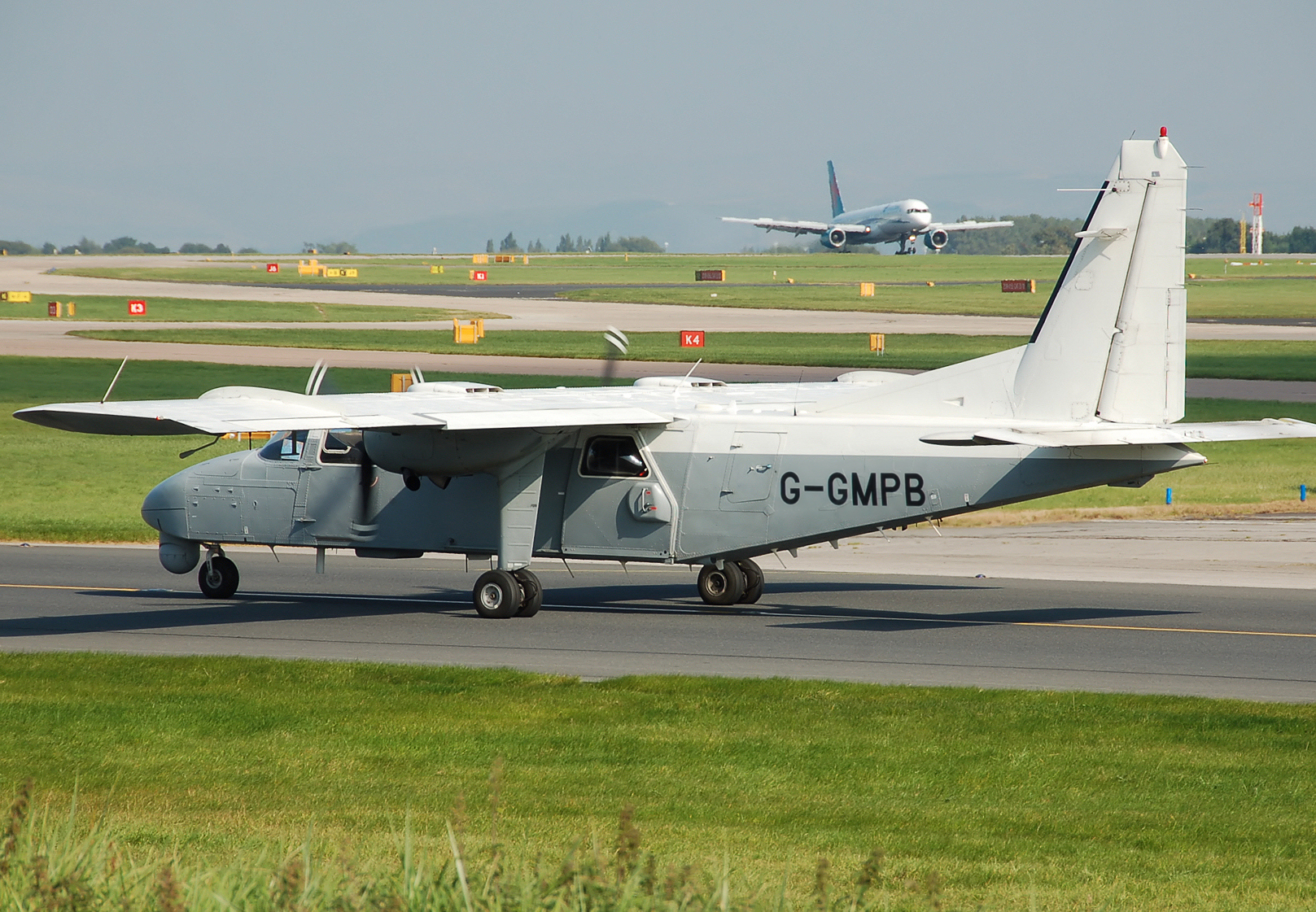
Britten-Norman Defender
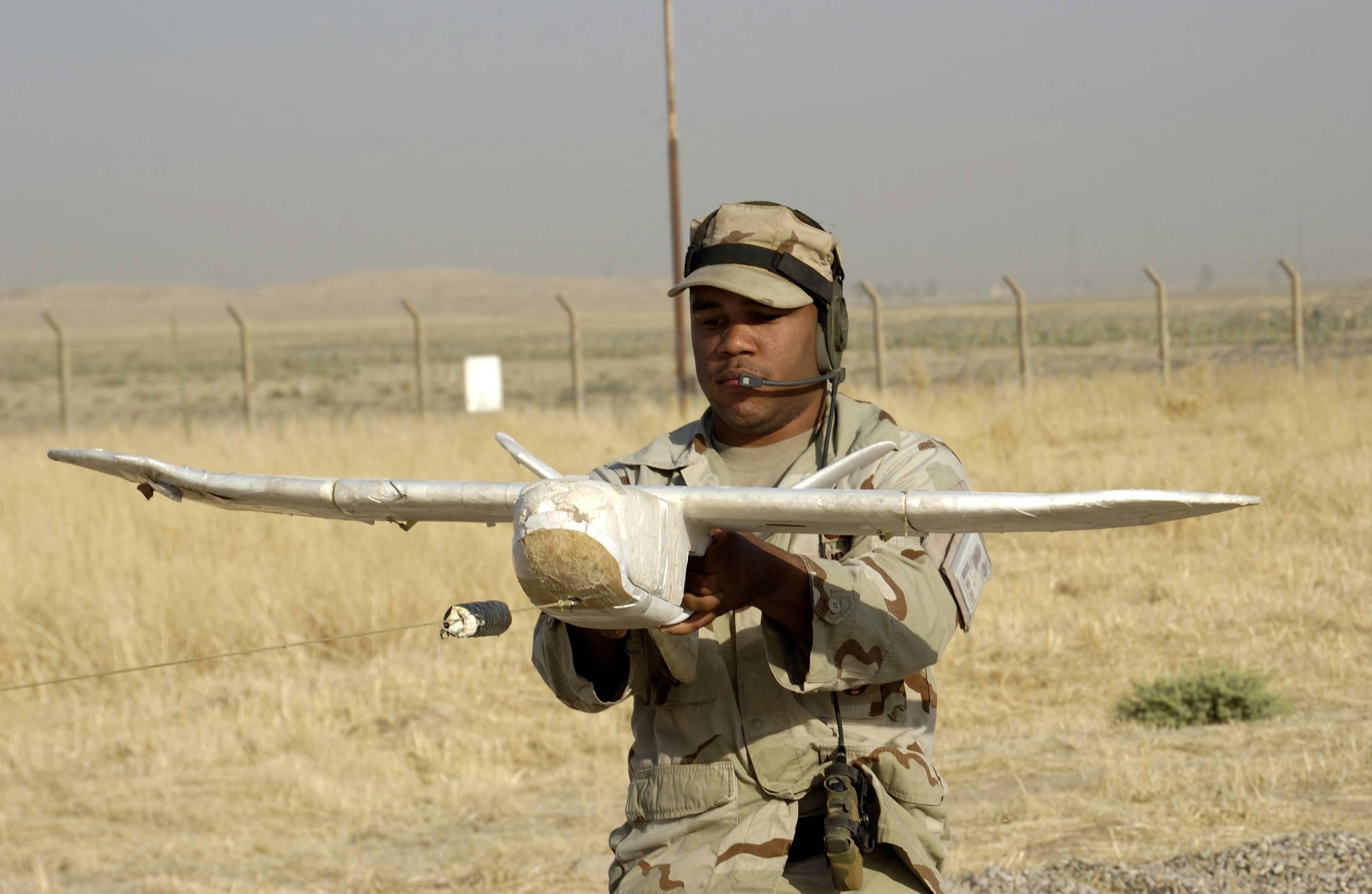
Lockheed Martin Desert Hawk
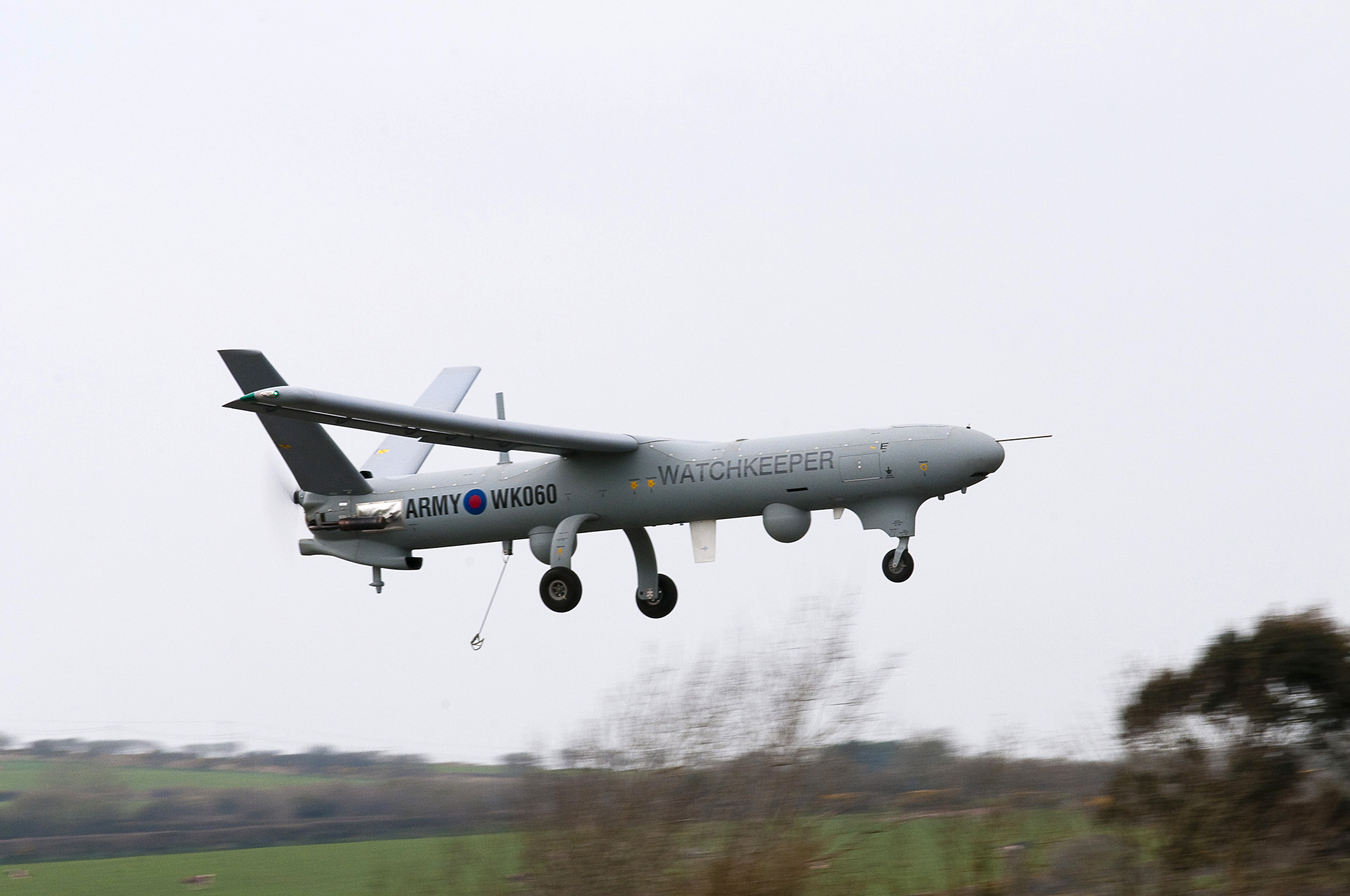
Thales Watchkeeper WK450

### Bateaux
- Mk 6 Assault Boat (en) (hors-bord d'assaut)
- Ramped Craft Logistic (en) (barge de débarquement)
- Combat Support Boat (bateau de soutien)

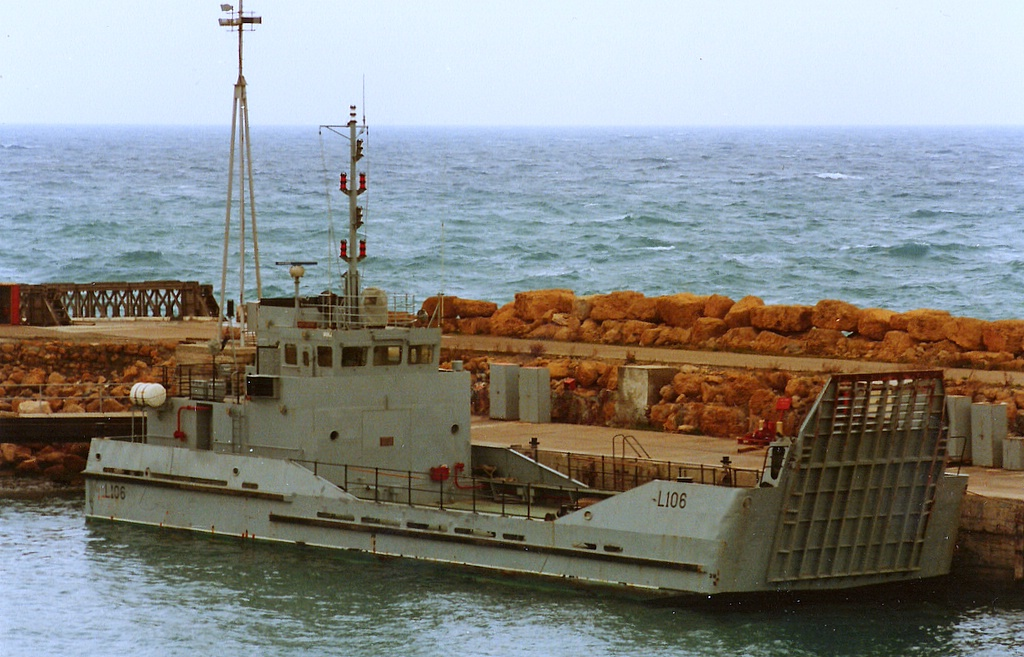

- Ramped Craft Logistic (en)

## Équipements divers

### Équipements de protection
- Casque Mk. 7 (casque de combat)
- Osprey body armour (gilet pare-balles)

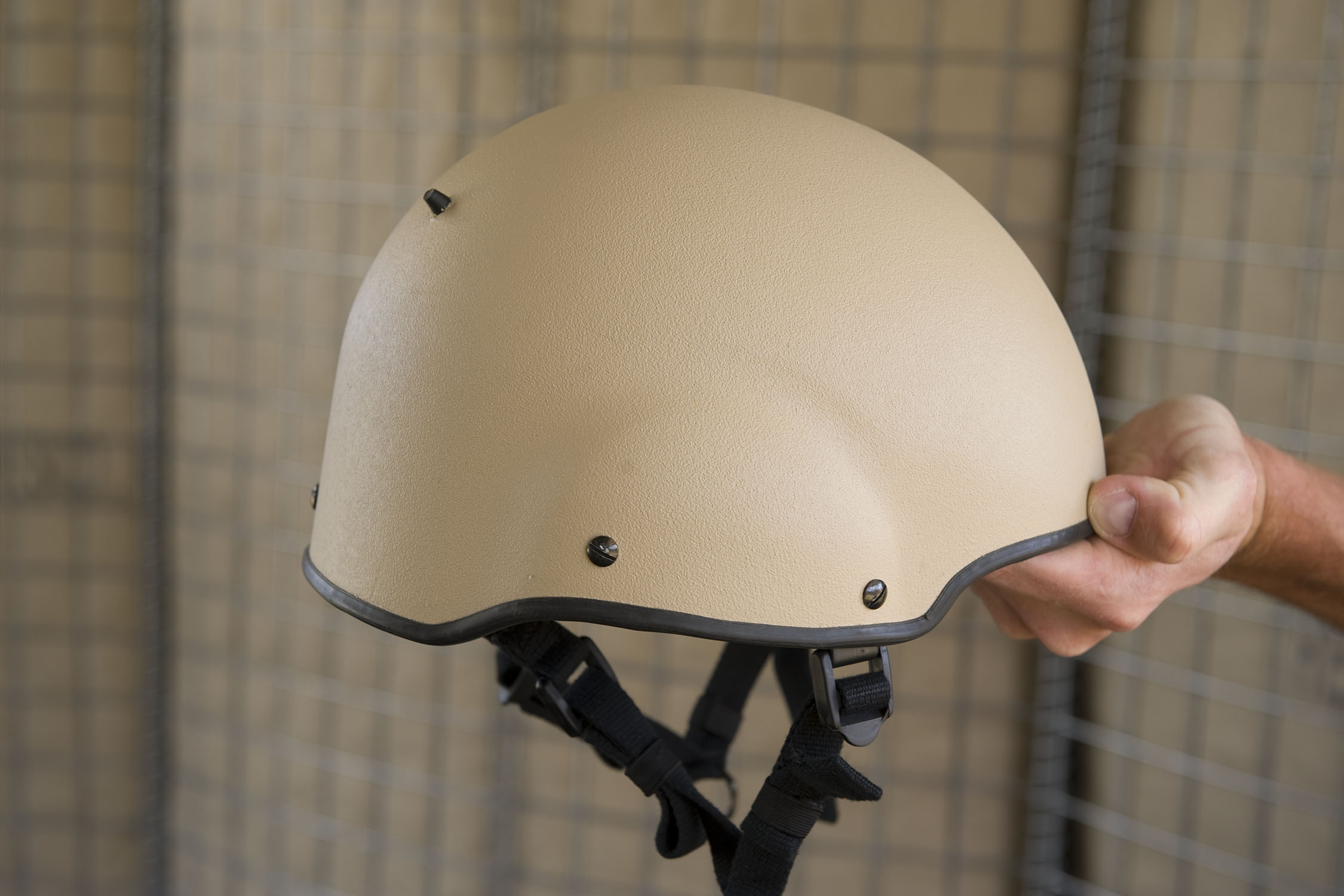
Mk 7 Helmet

### Équipement de communications
- Bowman (système de communications tactiques)
- Personal Role Radio (équipement personnel)
- Skynet (satellite de télécommunications militaires)

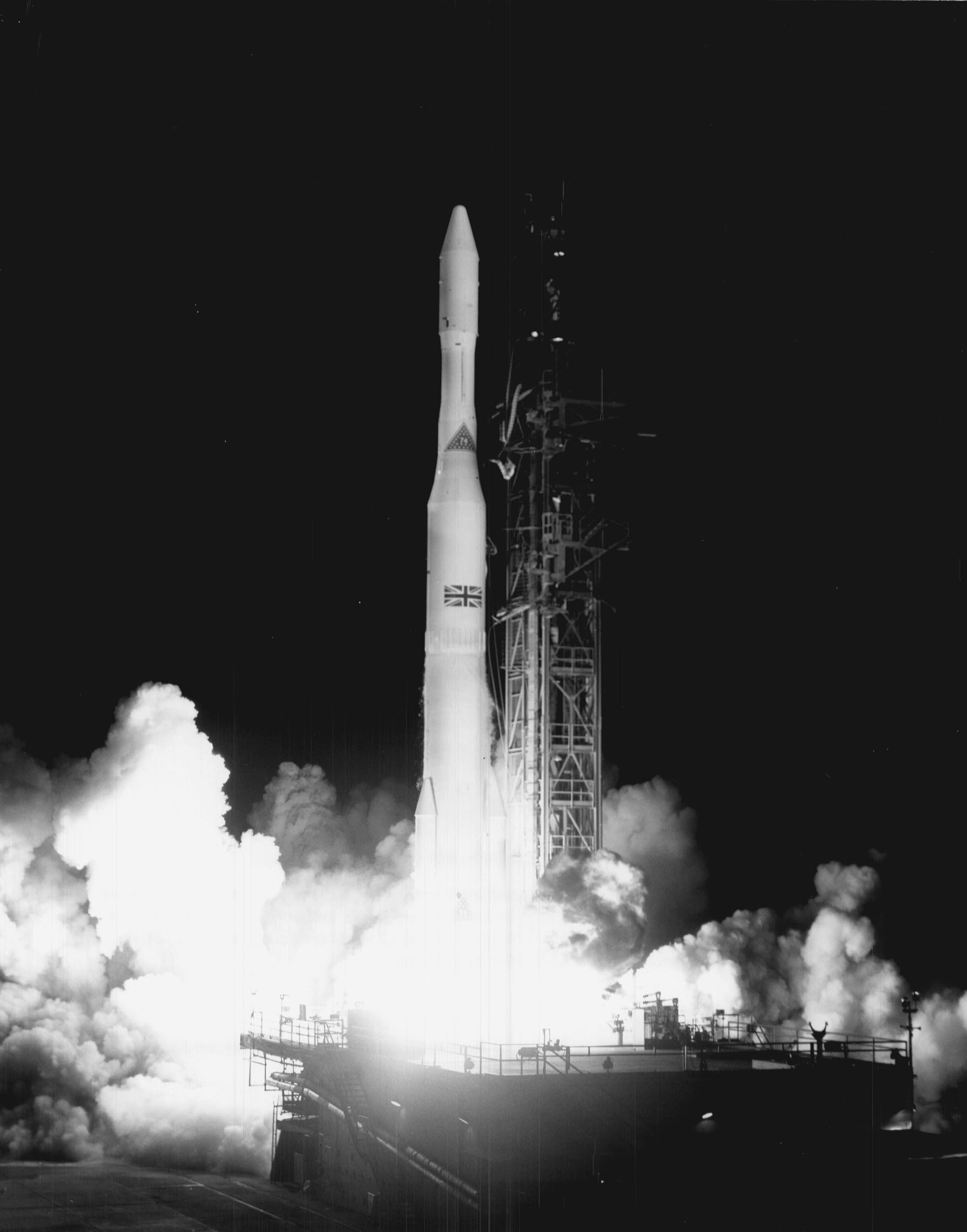
Skynet

### Drones
En septembre 2020, l'armée britannique présente un nouveau drone de combat, armé, nommé i9, capable de voler en intérieur et sous contrôle d'une intelligence artificielle,.

## Équipement personnel d'une section d'infanterie

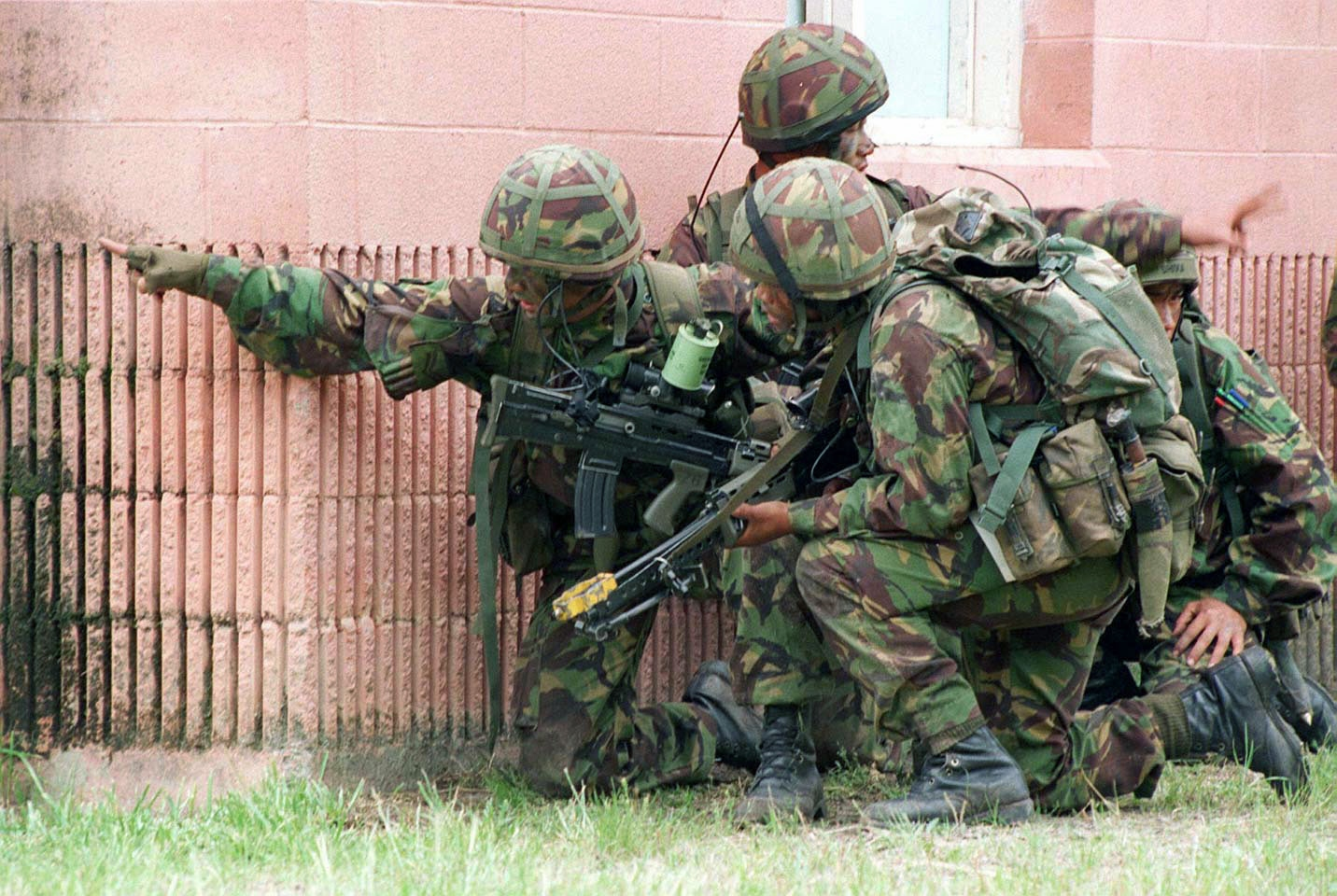
Une section d'infanterie de la brigade de Gurkhas en exercice.

Une section d'infanterie britannique se compose de deux équipes de quatre hommes - soit l'équivalent d'un groupe de combat français -, et elle peut regrouper dans les années 2010 :

### Armes
- 1 × L85
- 1 × L85 avec lance-grenade M203
- 1 × FN Minimi
- 1 × L85 automatique
- 1 × arme anti-char AT4 de 84 mm
- 1 × munition légère anti-char
- 4 × grenades fumigènes au phosphore blanc
- 8 × grenades à fragmentation
- 4 × grenades fumigènes

### Systèmes de vision
- 4 × lunettes de visée
- 2 × systèmes de grossissement
- 1 × TAM 14 : petit système de thermographie
- 1 × système facial de vision nocturne
- 2 × VIPER 2+ système armé de thermographie
- 2 × systèmes de localisation de la cible

### Systèmes de communications
- 4 × Personal Role Radio
- 1 × radios Bowman